# Eduardo I de Inglaterra
Eduardo I (en inglés moderno, Edward I), también conocido como «el Zanquilargo» o «Piernas Largas» (en inglés, Edward Longshanks; 17/18 de junio de 1239-7 de julio de 1307) fue rey de Inglaterra desde 1272 hasta su muerte. Antes de su acceso al trono, era llamado comúnmente como el lord Eduardo (The Lord Edward). Fue el primer rey inglés desde 1066 que tenía nombre inglés y que hablaba inglés Pasó gran parte de su reinado reformando la administración real y el common law anglosajón. A través de una amplia investigación legal, investigó el ejercicio de varias libertades feudales, mientras que el derecho fue reformado mediante una serie de estatutos que regulaban el derecho penal y de propiedad. Sin embargo, cada vez más, la atención de Eduardo se dirigió hacia los problemas militares.
Primogénito de Enrique III, estuvo involucrado desde el principio en las intrigas políticas del reinado de su padre, que incluyeron una sublevación por parte de los barones ingleses. En 1259, se unió brevemente a un movimiento de reforma de los barones y apoyó las Provisiones de Oxford. No obstante, después de la reconciliación con su padre permaneció leal a lo largo del conflicto armado posterior, conocido como la segunda Guerra de los Barones. Después de la batalla de Lewes, Eduardo cayó prisionero de los barones rebeldes, pero escapó después de unos meses y se unió a la lucha contra Simón de Montfort, quien fue derrotado en la batalla de Evesham en 1265; en dos años la rebelión se extinguió. Con Inglaterra pacificada, Eduardo se unió a la novena cruzada a Tierra Santa. La cruzada logró poco; el rey inglés se dirigía a su país en 1272 cuando se le informó de la muerte de su padre. Haciendo un regreso lento, llegó a Inglaterra en 1274 y fue coronado en Westminster el 19 de agosto.
Después de reprimir una rebelión menor en Gales en 1276-1277, respondió a una segunda rebelión en 1282-1283 con una guerra de conquista a gran escala. Después de una campaña exitosa, sometió a Gales al dominio inglés, construyó una serie de castillos y villas en la campiña y los pobló con ingleses. Después, sus esfuerzos se dirigieron a Escocia. Inicialmente invitado como árbitro en una disputa de sucesión tras la muerte de Alejandro III, Eduardo reclamó la suzeranía sobre ese reino. La guerra que siguió continuó después de su muerte, a pesar de que los ingleses parecían victoriosos en varios aspectos. Simultáneamente, Eduardo se involucró en una guerra con Francia (un aliado escocés) después de que Felipe IV confiscara el Ducado de Aquitania, que hasta entonces estaba en unión personal con el Reino de Inglaterra. Aunque Eduardo recuperó el ducado, este conflicto alivió la presión militar inglesa contra Escocia. Al mismo tiempo, hubo problemas en casa. A mediados de los años 1290, las extensas campañas militares requerían altos niveles de tributación y Eduardo se enfrentó a la oposición tanto laica como eclesiástica. Estas crisis fueron evitadas inicialmente, pero los problemas permanecieron sin resolver. Cuando el rey inglés murió en 1307, dejó a su hijo Eduardo II una guerra en curso con Escocia y varios problemas financieros y políticos.
Para ese tiempo, era un hombre muy alto, de ahí el apodo de «Zanquilargo». Era temperamental, lo que aunado a su altura le convertía en un hombre intimidante y, con frecuencia, infundía miedo en sus contemporáneos. Sin embargo, mantuvo el respeto de sus súbditos por la forma en que encarnaba el ideal medieval de la monarquía, como soldado, administrador y hombre de fe. Los historiadores modernos están divididos en cuanto a la evaluación de Eduardo I: mientras algunos le han elogiado por su contribución al derecho y la administración, otros le han criticado por su actitud intransigente hacia su nobleza. Actualmente, se le atribuyen muchos logros durante su reinado, como la restauración de la autoridad real después del reinado de Enrique III, el establecimiento del Parlamento como institución permanente y, por tanto, también un sistema funcional para aumentar los impuestos y reformar el ordenamiento jurídico mediante estatutos. Al mismo tiempo, también es criticado por otras acciones, como su conducta brutal hacia los escoceses y emitir el Edicto de Expulsión en 1290, por el cual los judíos fueron expulsados de Inglaterra. El edicto permaneció vigente durante el resto de la Edad Media y pasaron más de 350 años hasta que fue formalmente abolido por Oliver Cromwell en 1657.

## Primeros años

### Infancia y matrimonio

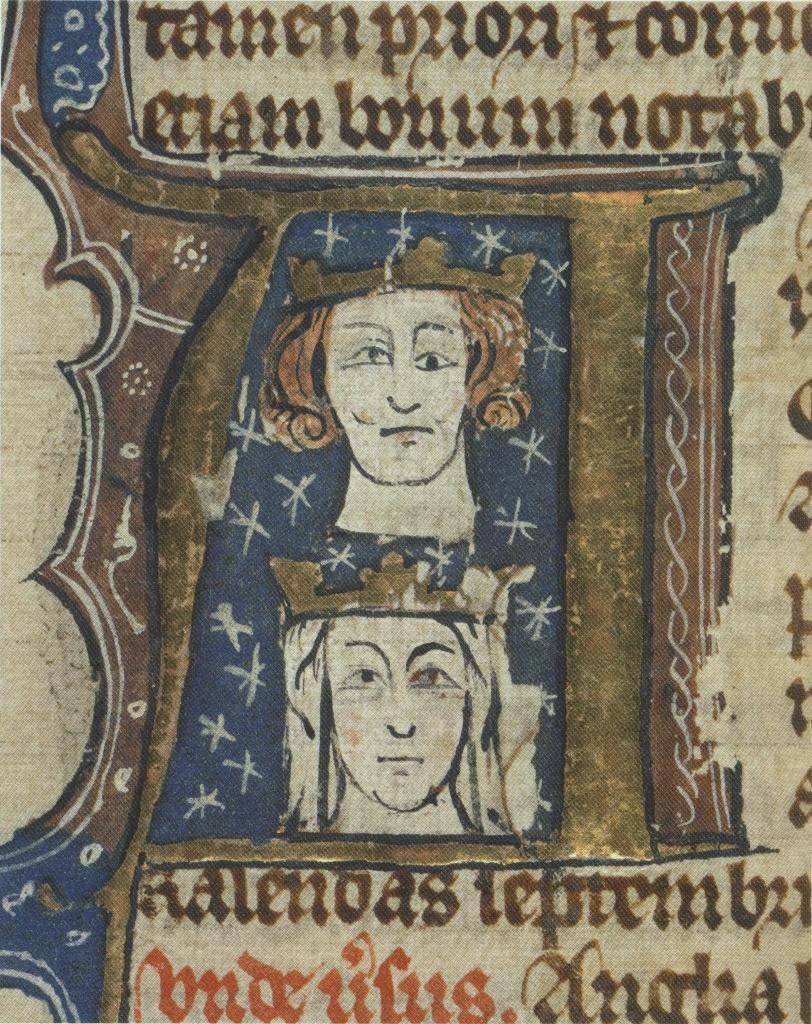
Letra capital de un manuscrito del que muestra a Eduardo I y su esposa Leonor de Castilla. El artista quizás intentó representar la blefaroptosis de Eduardo I, un rasgo que heredó de su padre Enrique III.

Nacido en el antiguo palacio de Westminster en la noche del 17 a 18 de junio de 1239, era el primogénito de Enrique III y Leonor de Provenza. Eduardo (Edward) es un nombre anglosajón y no se solía usar entre la aristocracia de Inglaterra después de la conquista normanda, pero Enrique III se dedicó a la veneración de Eduardo «el Confesor» y decidió nombrar a su hijo primogénito como este santo. Entre sus amigos de la infancia estaba su primo Enrique de Almain, hijo del hermano de Enrique III, Ricardo de Cornualles. Enrique de Almain seguiría siendo un compañero cercano del príncipe, a través de la guerra civil y más tarde durante la cruzada. Eduardo estuvo al cuidado de Hugh Giffard, padre del futuro canciller Godfrey Giffard, hasta que Bartholomew Pecche se hizo cargo después de la muerte de Giffard en 1246.
Había preocupaciones sobre la salud de Eduardo cuando era niño, ya que cayó enfermo en 1246, 1247 y 1251. Sin embargo, se volvió un hombre formidable; con 6 pies 2 pulgadas (1.88 m), se distinguió sobre la mayoría de sus contemporáneos y de ahí tal vez su sobrenombre Longshanks, que significa «piernas largas» o «largas canillas». El historiador Michael Prestwich afirmó que sus «brazos largos le dieron ventaja como espadachín, sus muslos largos como jinete. En la juventud, su cabello rizado era rubio, en su madurez se oscurecía, y en la vejez se volvía blanco. Sus rasgos eran estropeados por un párpado izquierdo caído. Se decía que su discurso, a pesar del sigmatismo, era persuasivo».
En 1254, los temores ingleses de una invasión castellana de la provincia inglesa de Gascuña indujeron al padre de Eduardo a organizar un matrimonio políticamente conveniente entre su hijo de catorce años y Leonor —media hermana de Alfonso X de Castilla— de trece años. Leonor y Eduardo se casaron el 1 de noviembre de 1254 en la abadía de Santa María la Real de Las Huelgas en Castilla. Como parte del acuerdo matrimonial, el joven príncipe recibió concesiones por un valor de 15 000 marcos por año. Aunque las dotes que entregó Enrique III eran considerables, le ofrecían poca independencia a Eduardo. Ya había recibido Gascuña en 1249, pero Simón de Montfort, conde de Leicester, había sido nombrado teniente real el año anterior y, en consecuencia, obtuvo sus ingresos, por lo que en la práctica Eduardo no tenía autoridad ni ingresos de esta provincia. La concesión que recibió en 1254 incluía la mayor parte de Irlanda y varias tierras en Gales e Inglaterra, como el condado de Chester, pero el rey inglés conservaba mucho control sobre los territorios en cuestión, particularmente en Irlanda, por lo que el poder de Eduardo también estaba limitado allí, mientras el rey inglés recibía la mayor parte de los ingresos de esas tierras.
De 1254 a 1257, Eduardo estuvo bajo la influencia de los parientes de su madre, conocidos como los saboyanos, el más notable de los cuales era Pedro II de Saboya, tío de la reina consorte. Después de 1257, Eduardo se involucró cada vez más con la facción pointevina o lusiñana —los hermanastros de su padre Enrique III—, dirigida por hombres como William de Valence. Esta agrupación era significativa, porque los dos bandos de privilegiados extranjeros estaban resentidos por la aristocracia inglesa establecida y estarían en el centro del movimiento de reforma de los barones de los años siguientes. Había historias de conducta indisciplinada y violenta por parte de Eduardo y sus parientes lusiñanos, que plantearon preguntas sobre las cualidades personales del heredero real. Los próximos años serían formativos en su personalidad.

### Primeras ambiciones
Eduardo había demostrado independencia en asuntos políticos ya en 1255, cuando se alineó con la familia Soler en Gascuña, en el conflicto en curso entre las familias Soler y Colomb. Esto era contrario a la política de mediación de su padre entre las facciones locales. En mayo de 1258, un grupo de magnates redactó un documento para la reforma del gobierno del rey, las llamadas Provisiones de Oxford, dirigidas en gran parte contra los lusiñanos. Eduardo se mantuvo al lado de sus aliados políticos y se opuso firmemente a las Provisiones. Sin embargo, el movimiento reformista tuvo éxito en limitar la influencia de los lusiñanos y poco a poco la actitud de Eduardo comenzó a cambiar. En marzo de 1259, entró en una alianza formal con uno de los principales reformadores, Richard de Clare, conde de Gloucester. Luego, el 15 de octubre de 1259, anunció que apoyaba los propósitos de los barones y su líder, Simón de Montfort.
El motivo detrás de la conversión de Eduardo pudo haber sido eminentemente pragmático; Montfort estaba en una buena posición como para apoyar su causa en Gascuña. Cuando el rey inglés partió a Francia en noviembre, el comportamiento de Eduardo se tornó en verdadera insubordinación. Hizo varios nombramientos para promover la causa de los reformadores e hizo que su padre creyera que él estaba considerando un golpe de Estado. A su regreso de Francia, Enrique III inicialmente rechazó ver a su hijo, pero —mediante la mediación del conde de Cornualles y el arzobispo de Canterbury— ambos finalmente se reconciliaron. Eduardo fue enviado al extranjero y, en noviembre de 1260, se alió nuevamente con los lusiñanos, que habían sido exiliados a Francia.
De vuelta a Inglaterra, a principios de 1262, se peleó con algunos de sus antiguos aliados lusiñanos por asuntos financieros. Al año siguiente, Enrique III lo envió a una campaña en Gales contra Llywelyn ap Gruffydd, con resultados limitados. Al mismo tiempo, Simón de Montfort —quien había estado fuera del país desde 1261— regresó a Inglaterra y reavivó el movimiento de reforma de los barones. En este momento crucial, el rey inglés parecía listo para renunciar a las demandas de los barones, por lo que Eduardo comenzó a tomar el control de la situación. Mientras que hasta ese momento había sido impredecible y equívoco, a partir de aquí permaneció firmemente dedicado a proteger los derechos reales de su padre. Se reunió con algunos de los hombres con los que se había alienado el año anterior —entre ellos su amigo de la infancia, Henry de Almain, y John de Warenne, conde de Surrey— y retomó el castillo de Windsor en manos de los rebeldes. Mediante el arbitraje de Luis IX de Francia, se llegó a un acuerdo entre los dos bandos. El llamado Fallo de Amiens (Mise of Amiens) era en gran medida favorable al lado realista y sentó las bases para un conflicto más grande.

## Guerra civil y cruzadas

### Segunda guerra de los Barones
Los años 1264-1267 presenciaron el conflicto conocido como la segunda Guerra de los Barones, en la cual las fuerzas de los barones dirigidas por Simón de Montfort lucharon contra aquellos que permanecían leales al rey inglés. La primera escena de la batalla tuvo lugar en la ciudad de Gloucester, que Eduardo logró retomar del enemigo. Cuando Robert de Ferrers, conde de Derby, acudió en auxilio de los rebeldes, Eduardo negoció una tregua con el conde, cuyos términos rompió más tarde. Eduardo luego capturó Northampton en manos del hijo de Montfort, Simón, antes de embarcarse en una campaña de represalia contra las tierras de Derby. Las tropas realistas y de los barones finalmente se enfrentaron en la batalla de Lewes, el 14 de mayo de 1264. Al mando del flanco derecho, Eduardo pronto derrotó al contingente londinense de las fuerzas de Montfort. Sin embargo, sin darse cuenta, siguió al enemigo disperso en su persecución y, a su regreso, encontró al resto del ejército real vencido. Según el acuerdo conocido como el Fallo de Lewes (Mise of Lewes), Eduardo y su primo Enrique de Almain fueron tomados como rehenes de Montfort. Eduardo permaneció en cautiverio hasta marzo; incluso después de su liberación, fue mantenido bajo estricta vigilancia. Después, el 28 de mayo, logró escapar de sus custodios y se encontró con el conde de Gloucester, quien había desertado recientemente al bando del rey inglés.

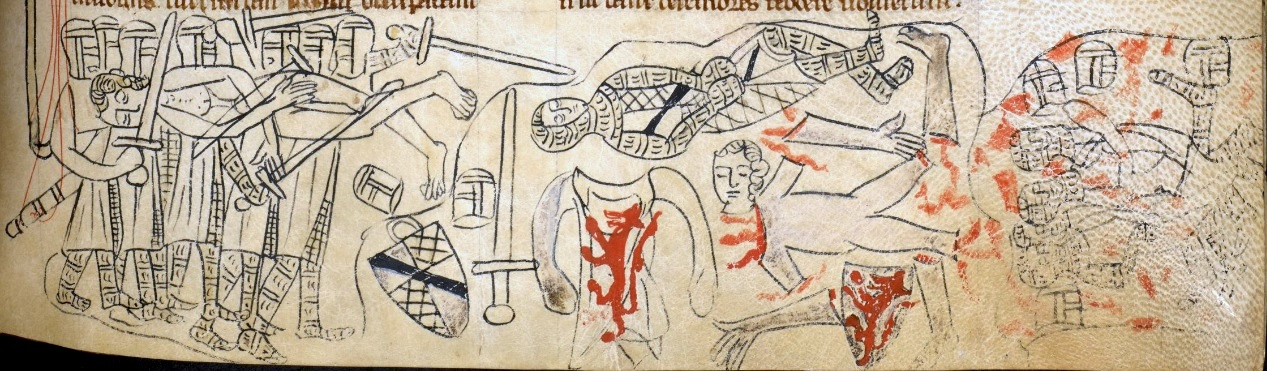
Manuscrito medieval que muestra el cuerpo mutilado de Simón de Montfort en el campo de batalla de Evesham.

El apoyo a Montfort ya estaba disminuyendo y Eduardo retomó Worcester y Gloucester con relativamente poco esfuerzo. Mientras tanto, Montfort había hecho una alianza con Llywelyn y comenzó a trasladarse hacia el este para reunir fuerzas con su hijo Simon. Eduardo logró hacer un ataque sorpresa en el castillo de Kenilworth, donde el ejército de Montfort fue masacrado y sus restos esparcidos. Los dos bandos se enfrentaron en un segundo gran encuentro de la Guerra de los Barones, la batalla de Evesham, el 4 de agosto de 1265. Montfort tenía pocas posibilidades contra las fuerzas reales superiores y, después de su derrota, fue asesinado y mutilado en el campo de batalla.
Debido a eventos como la decepción de Derby en Gloucester, Eduardo adquirió la reputación de poco confiable. Sin embargo, durante la campaña de verano, comenzó a aprender de sus errores y actuó de una manera en que ganó el respeto y la admiración de sus contemporáneos. La guerra no terminó con la muerte de Montfort; Eduardo siguió participando en la extensa campaña. En Navidad, llegó a un acuerdo con el joven Simon de Montfort y sus socios en la isla de Axholme en Lincolnshire y, en marzo, lideró un asalto exitoso en los Cinco Puertos. Un contingente de rebeldes resistió en el casi inexpugnable castillo de Kenilworth y no se rindió hasta la redacción del Dictamen de Kenilworth. En abril, al parecer el conde de Gloucester se hizo cargo de la causa del movimiento de reforma y la guerra civil estaba a punto de reanudar, pero —después de una renegociación de los términos del Dictamen de Kenilworth— las partes llegaron a un acuerdo. No obstante, Eduardo estuvo poco involucrado en las negociaciones del acuerdo después de las guerras; en este punto su enfoque principal era la planificación de la próxima cruzada.

### Cruzadas y ascenso al trono

Operaciones durante la cruzada de Eduardo I.

Eduardo tomó la cruz del cruzado en una elaborada ceremonia el 24 de junio de 1268, con su hermano Edmundo y su primo Enrique de Almain. Entre otros que se comprometieron con la novena cruzada estaban antiguos adversarios de Eduardo, como el conde de Gloucester, aunque Gilbert de Clare finalmente no participó. Con el país pacificado, el mayor impedimento para el proyecto era contar con suficientes recursos. Luis IX —líder de la cruzada— otorgó un préstamo de alrededor de £ 17 500. Sin embargo, esto no era suficiente; el resto se debió recaudar mediante un impuesto a los laicos, que no se había recaudado desde 1237. En mayo de 1270, el Parlamento aprobó un impuesto de un vigésimo, a cambio de que el rey inglés acordara reconfirmar la Carta Magna e imponer restricciones al préstamo de dinero de judíos. El 20 de agosto, Eduardo zarpó de Dover en dirección a Francia. Los historiadores no han logrado determinar el tamaño de la tropa, pero Eduardo probablemente llevó consigo alrededor de 225 caballeros y menos de 1000 soldados.
Originalmente, los cruzados tenían la intención de liberar el asediado bastión cristiano de Acre, pero Luis IX se había desviado a Túnez. El rey francés y su hermano Carlos de Anjou —que se había declarado rey de Sicilia— decidieron atacar el emirato para establecer una fortaleza en el norte de África. Los planes fracasaron cuando las fuerzas francesas fueron azotadas por una epidemia que, el 25 de agosto, tomó la vida del propio Luis IX. Para cuando Eduardo llegó a Túnez, Carlos ya había firmado un tratado con el emir y no había mucho más que hacer que regresar a Sicilia. La cruzada fue pospuesta hasta la siguiente primavera, pero una tormenta devastadora en las costas de Sicilia disuadió a Carlos de Anjou y al sucesor de Luis —Felipe III— de cualquier campaña posterior. Eduardo decidió continuar solo y, el 9 de mayo de 1271, finalmente arribó en Acre.
Para entonces, la situación en la Tierra Santa era delicada. Jerusalén había caído en 1244 y Acre era entonces la capital del Estado cristiano. Los Estados musulmanes seguían a la ofensiva bajo el liderazgo mameluco de Baibars, que en ese momento amenazaban a Acre. Aunque los hombres de Eduardo fueron una adición importante a la guarnición, tenían pocas posibilidades contra las fuerzas superiores de Baibars; una incursión inicial en la cercana St Georges-de-Lebeyne en junio fue en gran parte inútil. Una embajada al ilkano Abaqa de los mongoles ayudó a provocar un ataque contra Alepo en el norte, lo que permitió distraer a las fuerzas de Baibars. En noviembre, Eduardo dirigió una incursión contra Qaqun, que pudo haber servido como cabeza de puente a Jerusalén, pero tanto la invasión mongola como el ataque a Qaqun fracasaron. Las cosas entonces parecían cada vez más desesperadas y, en mayo de 1272, Hugo III de Chipre —rey nominal de Jerusalén— firmó una tregua de diez años con Baibars. Eduardo fue desafiante al principio, pero un ataque de un sicario musulmán en junio le obligó a abandonar cualquier campaña posterior. A pesar de que logró matar al asesino, recibió una apuñalada en el brazo por el cual temía que le habían envenenado y se debilitó gravemente en los meses siguientes.
No fue hasta el 24 de septiembre que Eduardo abandonó Acre. Al llegar a Sicilia, se encontró con la noticia de que su padre había muerto el 16 de noviembre de 1272. Estaba profundamente entristecido por la noticia, pero, en lugar de apresurarse a volver Inglaterra, hizo un viaje tranquilo hacia el norte. Esto se debía en parte a su salud aún frágil, pero también a la falta de urgencia. La situación política en Inglaterra se mantuvo estable después de las sublevaciones de mediados de siglo y Eduardo fue proclamado rey después de la muerte de su padre en lugar en una coronación, como hasta entonces había sido habitual. En su ausencia, el país fue gobernado por un consejo real dirigido por el obispo Robert Burnell. El nuevo rey se embarcó en un viaje por tierra a través de la península itálica y Francia, donde, entre otras cosas, visitó al papa Gregorio X. El 2 de agosto de 1274 regresó a Inglaterra y fue coronado el 19 de agosto.

## Reinado

### Guerras galesas

#### Conquista de Gales

Gales después del Tratado de Montgomery de 1267.
Gwynedd, principado de Llywelyn ap Gruffydd
Territorios conquistados por Llywelyn
Territorios de vasallos de Llywelyn
Señoríos de los barones de las Marcas
Señoríos del rey de Inglaterra

Llywelyn ap Gruffydd disfrutaba de una situación ventajosa después de la Guerra de los Barones. Gracias al Tratado de Montgomery de 1267, había obtenido oficialmente el territorio que había conquistado en los cuatro cantref de Perfeddwlad y había sido reconocido en su título de príncipe de Gales. Sin embargo, los conflictos armados continuaron, en particular con ciertos Lores de las Marcas insatisfechos, como Gilbert de Clare, conde de Gloucester, Roger Mortimer y Humphrey de Bohun, conde de Hereford. Los problemas se recrudecieron cuando el hermano menor de Llywelyn, Dafydd, y Gruffydd ap Gwenwynwyn de Powys —después de fracasar en un intento de asesinato contra Llywelyn— desertaron al bando de los ingleses en 1274. Alegando las hostilidades en curso y la acogida que el rey inglés hacia de sus enemigos, Llywelyn rehusó acudir a rendir homenaje a Eduardo. Para el rey inglés, además, el matrimonio que planeaba Llywelyn con Leonor, hija de Simón de Montfort, líder de una rebelión contra la corona durante el reinado de su padre, era una provocación inadmisible.
En noviembre de 1276, Eduardo declaró la guerra. Las operaciones iniciales comenzaron bajo la capitanía de Mortimer, Lancaster (Edmundo, hermano de Eduardo) y William de Beauchamp, conde de Warwick. El apoyo a Llywelyn era insignificante entre sus propios compatriotas. En julio de 1277, Eduardo invadió con una fuerza de 15 500, de los cuales 9000 eran galeses. La campaña nunca llegó a una gran batalla y Llywelyn pronto se percató de que no tenía más salida que rendirse. Por el Tratado de Aberconwy en noviembre de 1277, solamente se quedó con la tierra de Gwynedd, aunque se le permitió conservar el título de príncipe de Gales.
Cuando la guerra estalló de nuevo en 1282, era una empresa completamente diferente. Para los galeses, este conflicto bélico estaba por encima de la identidad nacional, ya que disfrutaba de un amplio apoyo, provocado particularmente por los intentos de imponer la autoridad inglesa a los súbditos galeses. Para Eduardo, se convirtió en una guerra de conquista en lugar de simplemente una expedición punitiva, como la campaña anterior. La guerra comenzó con una rebelión de Dafydd, quien estaba descontento con la recompensa que recibió de Eduardo en 1277. Llywelyn y otros jefes galeses pronto se aliaron e inicialmente los galeses tuvieron éxito militar. En junio, Gloucester fue derrotado en la batalla de Llandeilo Fawr. El 6 de noviembre, mientras John Peckham, arzobispo de Canterbury, estaba negociando la paz, el comandante de Anglesey, Luke de Tany, decidió llevar a cabo un ataque sorpresa. Se había construido un puente de barcas en tierra firme, pero poco después de que Tany y sus hombres cruzaron, fueron emboscados por los galeses y sufrieron grandes pérdidas en la batalla de Moel-y-don. Sin embargo, los avances galeses terminaron el 11 de diciembre cuando Llywelyn fue atraído a una trampa y asesinado en la batalla del puente Orewin. La conquista de Gwynedd se completó en junio de 1283 con la captura de Dafydd, quien fue llevado a Shrewsbury y luego ejecutado por traición el otoño siguiente.
Otras rebeliones ocurrieron en 1287-1288 y, más importante, en 1294, bajo el liderazgo de Madog ap Llywelyn, un pariente lejano de Llywelyn ap Gruffydd. Este último conflicto exigió la atención del rey inglés, pero en ambos casos las rebeliones fueron sofocadas.

#### Colonización
Según el Estatuto de Rhuddlan de 1284, el Principado de Gales se incorporó a Inglaterra y se reorganizó en un sistema administrativo parecido al inglés, con condados supervisados por gobernadores civiles. Se introdujo el derecho inglés en casos penales, aunque a los galeses se les permitió mantener sus propias leyes consuetudinarias en algunos casos de disputas de propiedad. A partir de 1277 y cada vez más después de 1283, Eduardo emprendió un proyecto a gran escala de asentamientos ingleses en Gales, en el que creó nuevas ciudades como Flint, Aberystwyth y Rhuddlan. Sus nuevos residentes eran inmigrantes ingleses, mientras que el galés nativo tenía prohibido habitar en estas y muchas estaban protegidos por murallas extensas.
También se inició un proyecto de construcción de castillos, bajo la dirección del maestro Jacques de Saint-Georges, un prestigioso arquitecto al que Eduardo había conocido en Saboya a su regreso de la cruzada. Estos incluyen los castillos de Beaumaris, Caernarfon, Conwy y Harlech, destinados a servir de fortalezas y palacios reales para el rey inglés. Su programa de construcción de castillos en Gales fue precursor del uso generalizado de aspilleras en muros de castillos en Europa, una técnica retomada de influencias de Oriente. También un producto de las cruzadas fue la introducción de castillos concéntricos: cuatro de los ocho castillos que Eduardo fundó en Gales siguieron este diseño. Los castillos eran una demostración clara e vigorosa de las intenciones de Eduardo de gobernar el norte de Gales permanentemente y recurrieron a imaginería asociada con el Imperio romano bizantino y el rey Arturo en un intento de construir legitimidad para su nuevo régimen.
En 1284, Eduardo hizo arreglos para que su hijo naciera en el castillo de Caernarfon, probablemente para hacer una declaración deliberada del nuevo orden político sobre Gales. David Powel, clérigo del siglo XVI, sugirió que el bebé fue ofrecido a los galeses como un príncipe «que nació en Gales y que nunca pudo hablar una palabra en inglés», pero no existe evidencia que respalde este relato. En 1301, en Lincoln, el joven Eduardo se convirtió en el primer príncipe inglés en ser investido con el título de príncipe de Gales, cuando su padre le otorgó el condado de Chester y tierras en el norte de Gales. Aparentemente el rey inglés esperaba que esto conseguiría la pacificación de la región y le daría a su hijo más independencia financiera.

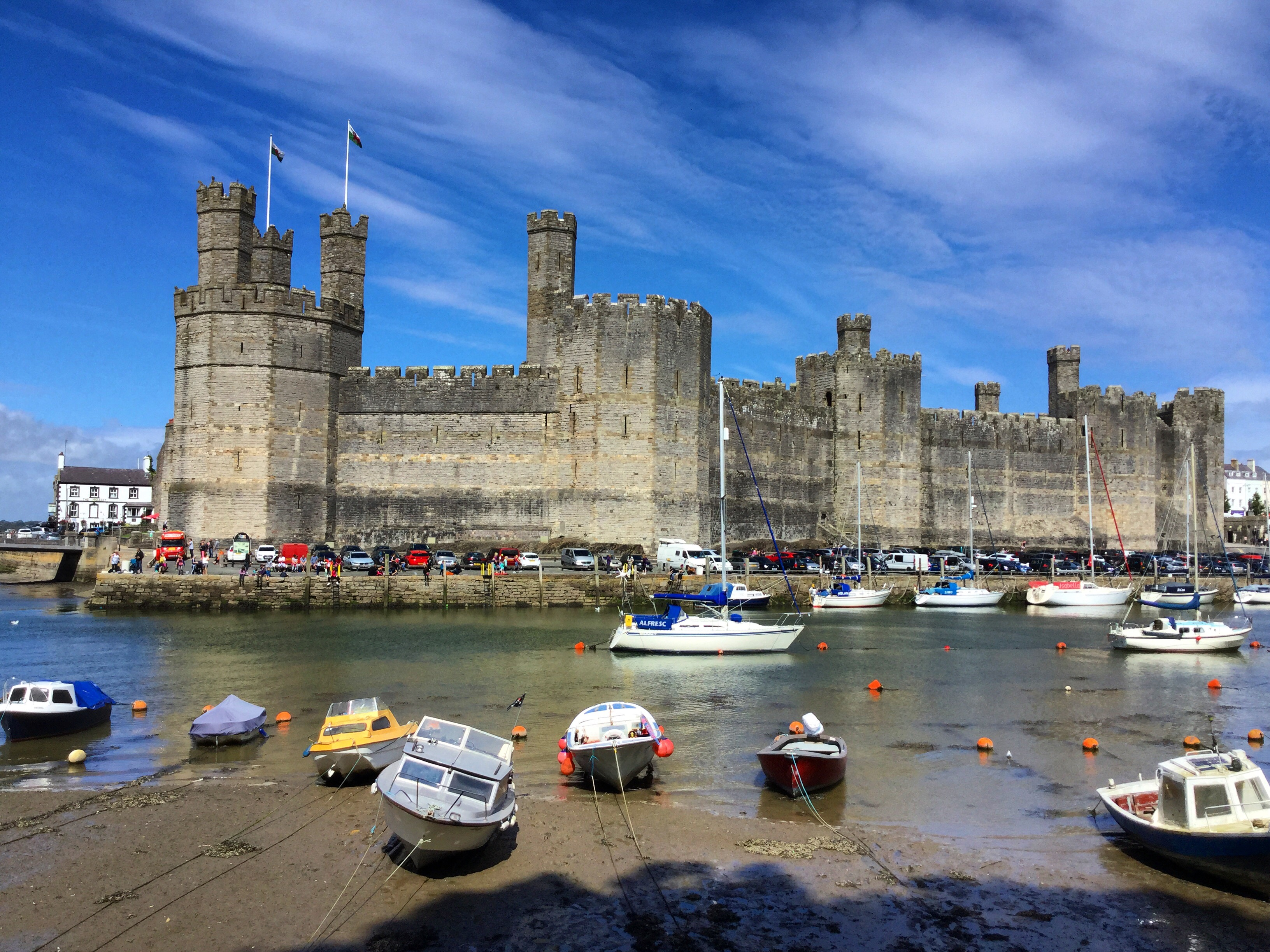
Ejemplos del programa de construcción de Eduardo, como el exterior...
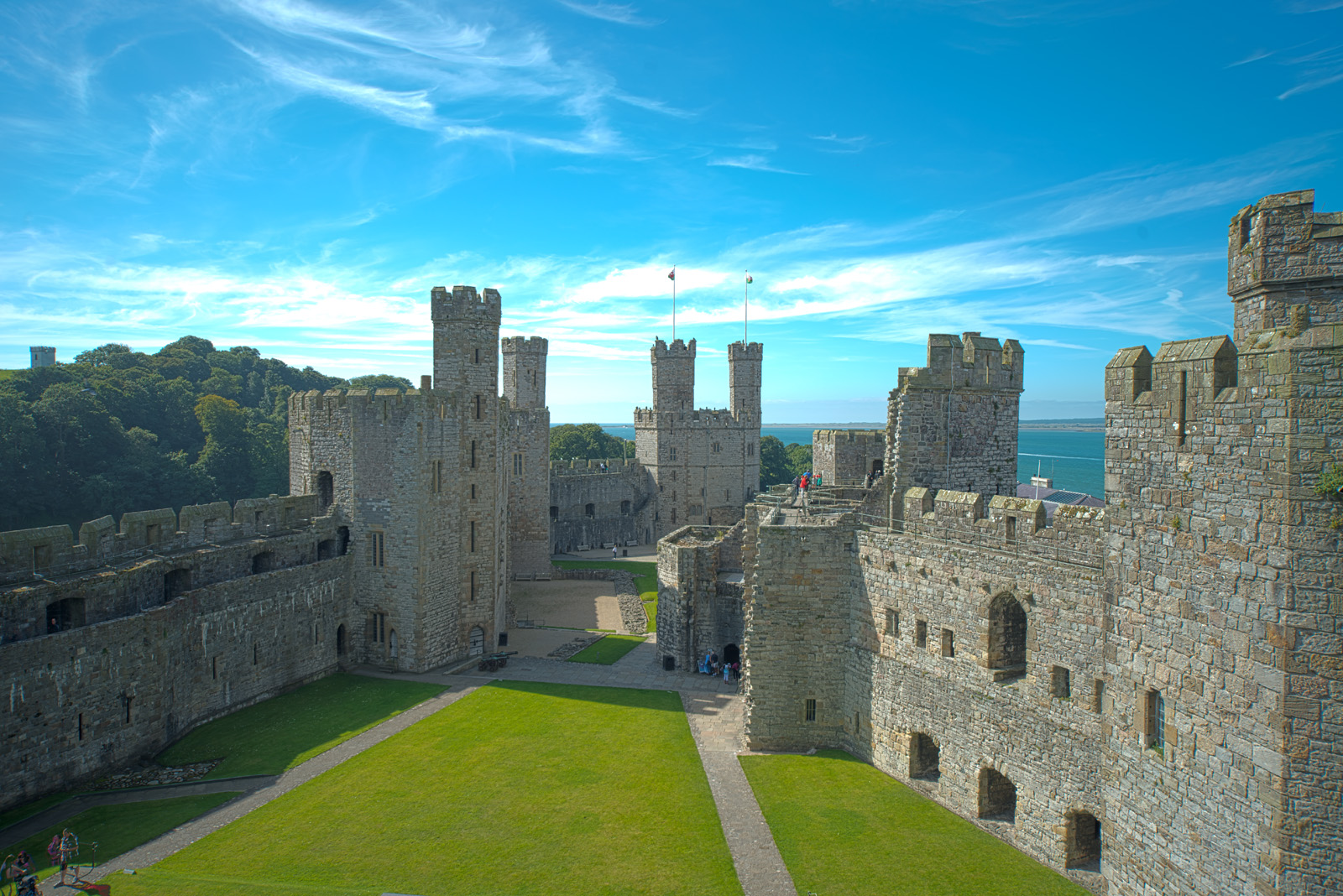
... y el interior del castillo de Caernarfon (que incorporan el diseño romano y artúrico),
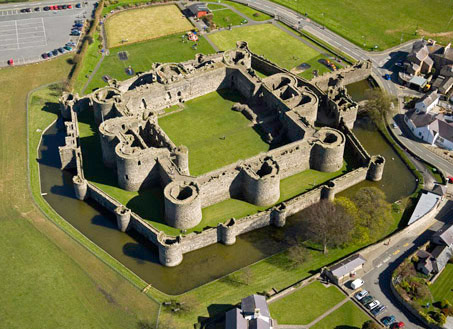
el uso del diseño concéntrico en los castillos de Beaumaris...
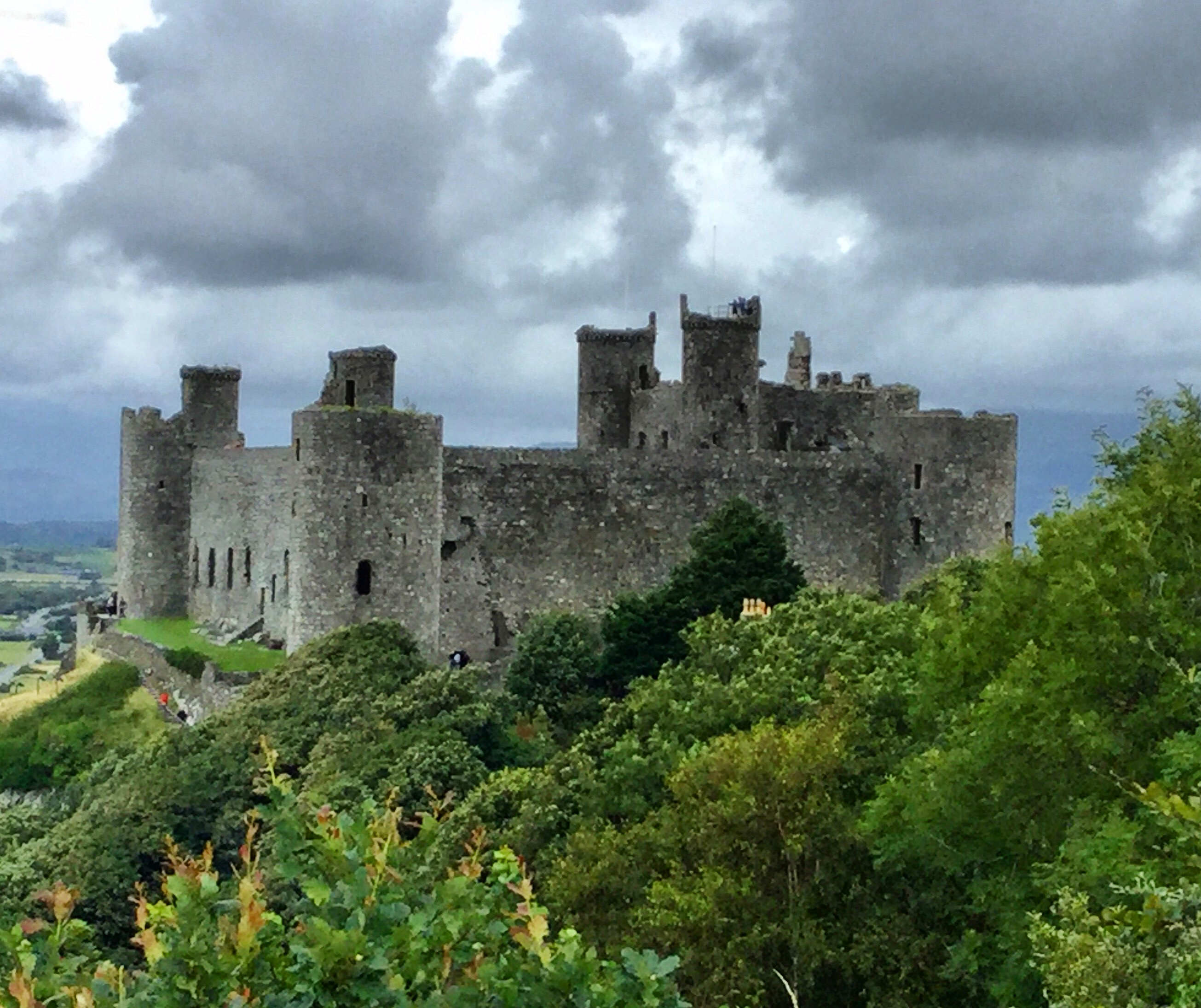
... y Harlech...
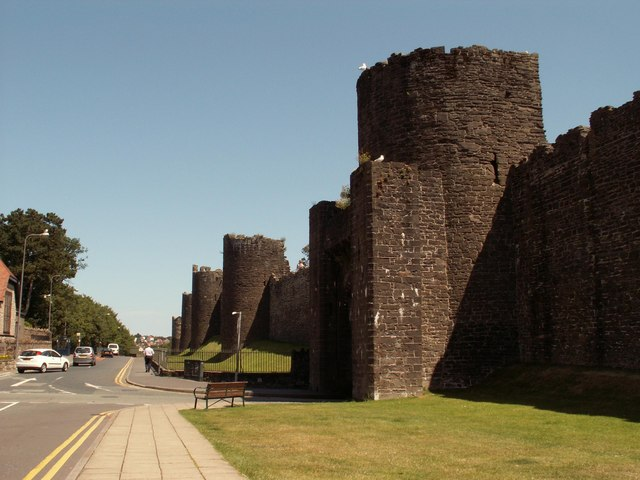
... y las murallas defensivas de ciudades planificadas como Conwy.

### Diplomacia y guerra en el continente

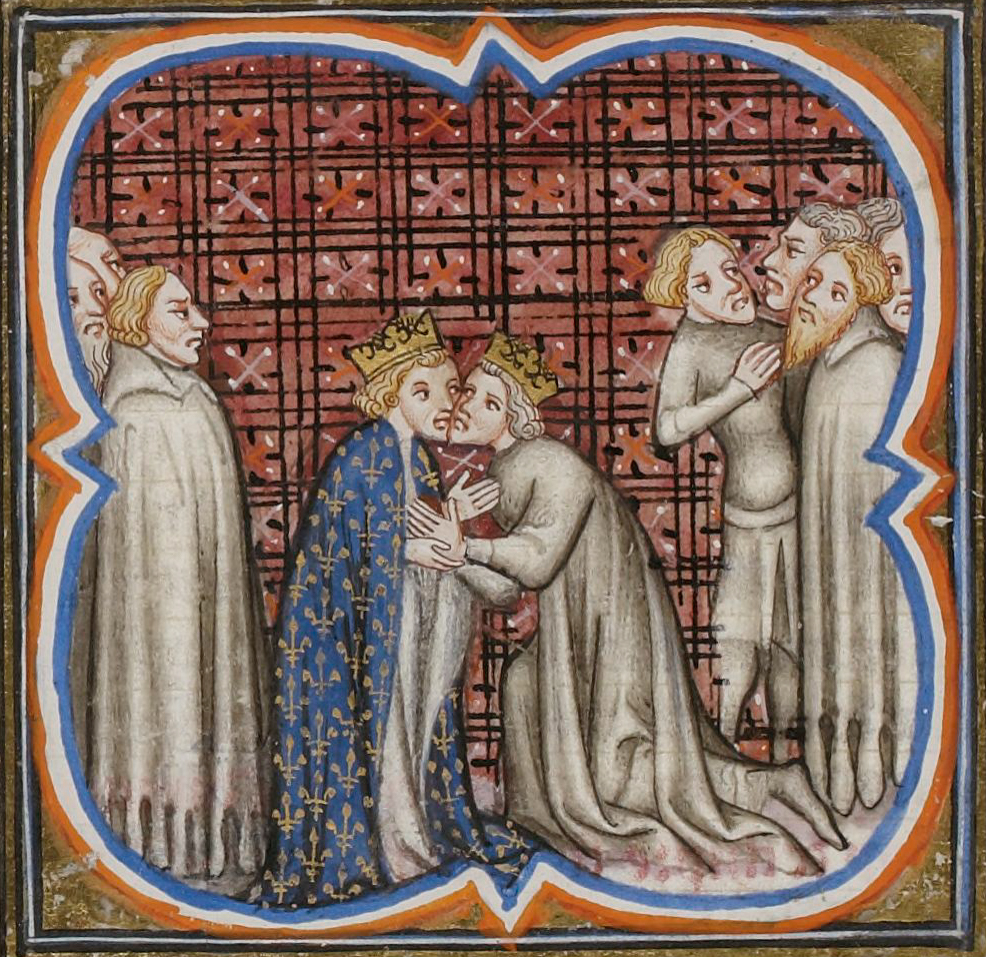
Eduardo I (a la derecha) rindiendo homenaje a Felipe IV de Francia. Como duque de Aquitania, Eduardo I era un vasallo del soberano francés.

Eduardo nunca más volvió a una cruzada después de su regreso a Inglaterra en 1274, pero mantuvo la intención de hacerlo; tomó la cruz nuevamente en 1287. Esta intención definió gran parte de su política exterior, al menos hasta 1291. Para organizar una cruzada europea era imprescindible evitar algún conflicto entre los más importantes príncipes del continente. Un gran obstáculo para esto era representado por el conflicto entre la casa francesa de Anjou que gobernaba el sur de Italia y el Reino de Aragón en la península ibérica. En 1282, los ciudadanos de Palermo se alzaron en rebelión contra Carlos de Anjou y pidieron auxilio a Pedro III de Aragón, en lo que se conoce como las «vísperas sicilianas». En la guerra que siguió, el hijo de Carlos de Anjou, Carlos de Salerno, cayó prisionero ante los aragoneses. Los franceses empezaron a planear un ataque contra Aragón y con la perspectiva de una guerra europea a gran escala. Para Eduardo, era imperativo evitar tal conflicto bélico y por esto en París, en 1286, promulgó una tregua entre Francia y Aragón, esto ayudó a asegurar la liberación de Carlos dos años más tarde en la Paz de Canfranc, a la cual acudió personalmente en calidad de mediador.  No obstante, en lo que respecta a las cruzadas, sus esfuerzos resultaron ineficaces. En 1291 sufrió un golpe devastador a sus planes cuando los mamelucos capturaron Acre, el último bastión cristiano en Tierra Santa.
Después de la caída de Acre, el rol internacional de Eduardo cambió de ser un diplomático a ser antagonista. Durante mucho tiempo había estado profundamente involucrado en asuntos de su Ducado de Gascuña. En 1278 asignó una comisión investigadora a sus asociados de confianza Otón de Grandson y el canciller Robert Burnell, lo que provocó la sustitución del senescal Luke de Tany. En 1286, Eduardo visitó la región y se quedó durante casi tres años. Sin embargo, el problema constante era el estatus de Gascuña dentro del Reino de Francia y el rol de Eduardo como vasallo del rey francés. En su misión diplomática en 1286, había rendido homenaje al nuevo rey, Felipe IV, pero en 1294 el rey francés declaró que Eduardo perdió Gascuña porque rechazó comparecer ante él en París para discutir el reciente conflicto entre ingleses, gascones y marineros franceses —que terminó en la captura de varios barcos franceses, así como el saqueo del puerto francés de La Rochelle—.
Leonor de Castilla falleció el 28 de noviembre de 1290. A diferencia de los matrimonios de esta época, la pareja se amaba. Además, al igual que su padre, Eduardo era dedicado a su esposa y fiel con ella durante su vida de casados, una rareza entre los monarcas del momento. Estuvo profundamente afectado por su muerte. Expresó su dolor erigiendo doce «cruces de Leonor», una en cada lugar donde su cortejo fúnebre se detuvo por la noche. Como parte del acuerdo de paz entre Inglaterra y Francia en 1294, se acordó que Eduardo debía casarse con la media hermana de Felipe IV, Margarita, pero el matrimonio se retrasó con el estallido de la guerra.
El rey inglés hizo alianzas con el monarca alemán, los condes de Flandes y Güeldres y los borgoñones, con lo que atacarían a Francia desde el norte. No obstante, las alianzas demostraron ser efímeras y Eduardo estaba enfrentando problemas en su país en ese momento, tanto en Gales como en Escocia. No fue hasta agosto de 1297 que finalmente pudo navegar hacia Flandes y, en ese momento, sus aliados ya habían sufrido la derrota. El apoyo de Alemania nunca se materializó, por lo que Eduardo se vio forzado a buscar la paz. Su matrimonio con Margarita en 1299 puso fin a la guerra, pero todo el asunto había resultado costoso e infructuoso para los ingleses.

### «La Gran Causa»

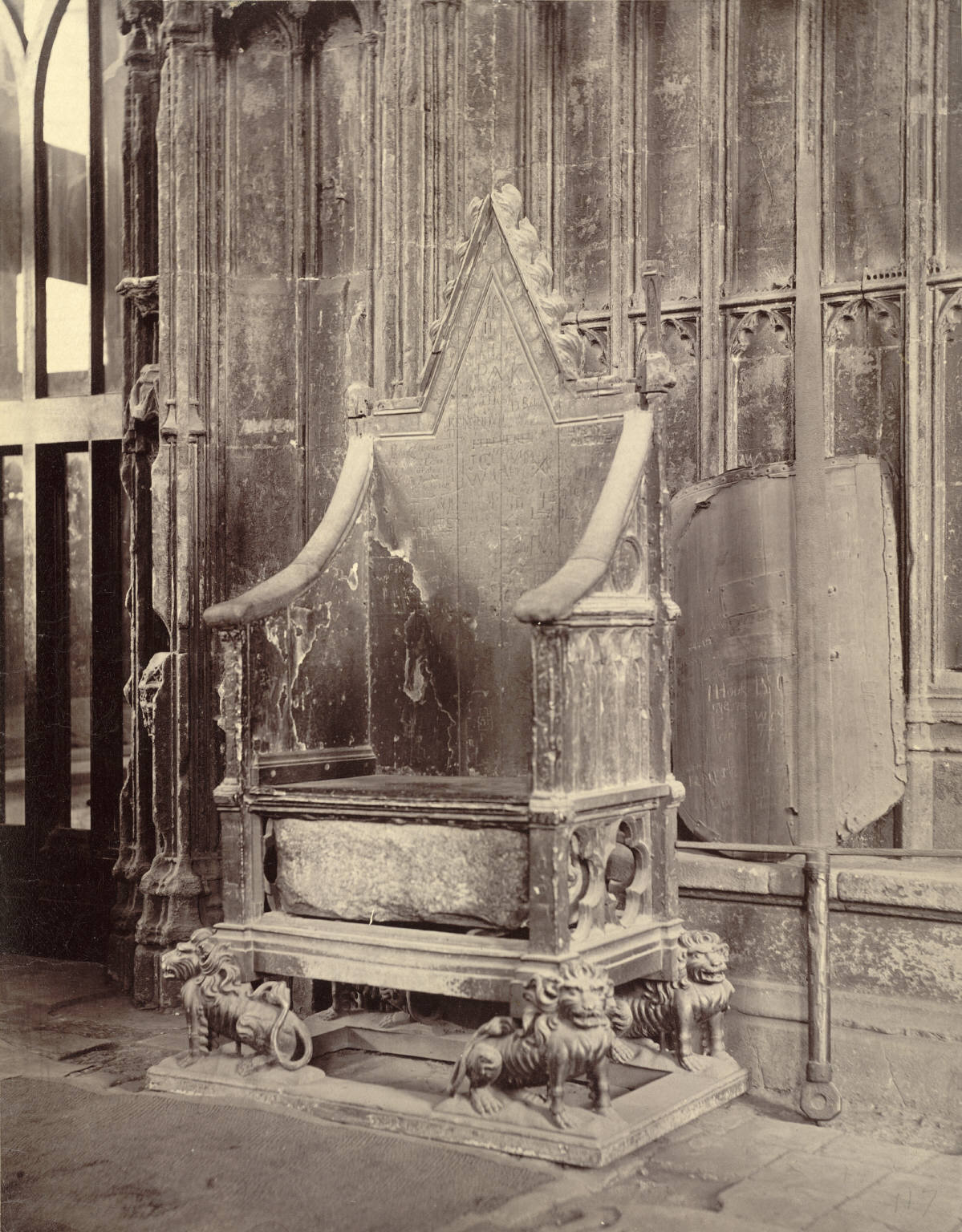
La «silla del rey Eduardo» en la abadía de Westminster. Originalmente, la denominada Piedra del Destino se colocaba en el espacio debajo del asiento (como se observa en esta fotografía del); ahora se encuentra en el castillo de Edimburgo.

La relación entre las naciones de Inglaterra y Escocia en los años 1280 era una de coexistencia relativamente armoniosa. El tema del homenaje no alcanzó el mismo grado de controversia que en Gales; en 1278, el rey Alejandro III de Escocia rindió homenaje a Eduardo I, pero aparentemente solo por las tierras que tomó de Eduardo en Inglaterra. Los problemas surgieron con la crisis de sucesión escocesa de principios de los años 1290. Entre 1281 y 1284, dos hijos y una hija de Alejandro III murieron en rápida serie. Después, en 1286, Alejandro III murió y dejó como heredera del trono escocés a su nieta de tres años, Margarita. Según el Tratado de Birgham, se acordó que Margarita debía casarse con Eduardo de Carnarvon —el hijo de seis años del rey inglés—, aunque Escocia quedaría libre de la señorío feudal inglés. Con apenas siete años de edad, Margarita navegó desde Noruega a Escocia en el otoño de 1290, pero enfermó en el camino y murió en las Orcadas. Esto dejó al país sin un heredero obvio y condujo a la disputa de sucesión conocida en la historiografía inglesa como «la Gran Causa» (the Great Cause).
A pesar de que hasta catorce demandantes presentaron sus reclamos al título, la verdadera contienda ocurrió entre John de Balliol y Robert de Brus. Los magnates escoceses solicitaron a Eduardo que organizara los procedimientos y administrara el resultado, pero no para arbitrar en la disputa. La decisión real sería tomada por 104 auditores: 40 designados por Balliol, 40 por Bruce y los 24 restantes seleccionados por Eduardo a partir de miembros de alto rango de la comunidad política escocesa. En Birgham, con la idea de una unión personal entre los dos reinos, la cuestión de la suzeranía no había sido de gran importancia para Eduardo. En ese momento insistía en que —si iba a resolver el conflicto— tenía que ser reconocido como el señor feudal de Escocia. Los escoceses se mostraron reacios a permitir tal concesión y respondieron que, dado que el país no tenía rey, nadie tenía la autoridad para tomar esa decisión. Este problema fue esquivado cuando los competidores acordaron que el reino estaría en manos de Eduardo hasta que se haya encontrado un heredero legítimo. Después de una larga audiencia, se tomó una decisión a favor de John de Balliol el 17 de noviembre de 1292.
Incluso después del ascenso de Balliol, Eduardo continuó afirmando su autoridad sobre Escocia. Contra las objeciones de los escoceses, aceptó escuchar apelaciones sobre casos dictaminados por la corte de guardianes que había gobernado Escocia durante el interregno. Otra provocación surgió de un caso presentado por Macduff, hijo de Malcolm, conde de Fife, en el que Eduardo exigió que Balliol compareciera personalmente ante el Parlamento inglés para responder a los cargos. Si bien el rey escocés se presentó a la audiencia, el colmo era la demanda de Eduardo de que los magnates escoceses prestaran servicio militar en la guerra contra Francia. Esto era inaceptable para los escoceses, que en lugar de eso formaron una alianza con Francia y lanzaron un ataque sin éxito contra Carlisle. Eduardo respondió invadiendo Escocia en 1296 y tomando la ciudad de Berwick en un ataque particularmente sangriento. En la batalla de Dunbar, la resistencia escocesa fue brutalmente aplastada. Eduardo confiscó la llamada Piedra del Destino —con la que realizaba de la coronación escocesa— y la llevó a Westminster colocándola bajo la que se conocería como la «silla del rey Eduardo»; depuso a Balliol, lo encerró en la Torre de Londres e instaló a ingleses de confianza para gobernar Escocia. La campaña fue exitosa, pero la victoria inglesa solo sería temporal.

### Gobierno

#### Perfil como rey

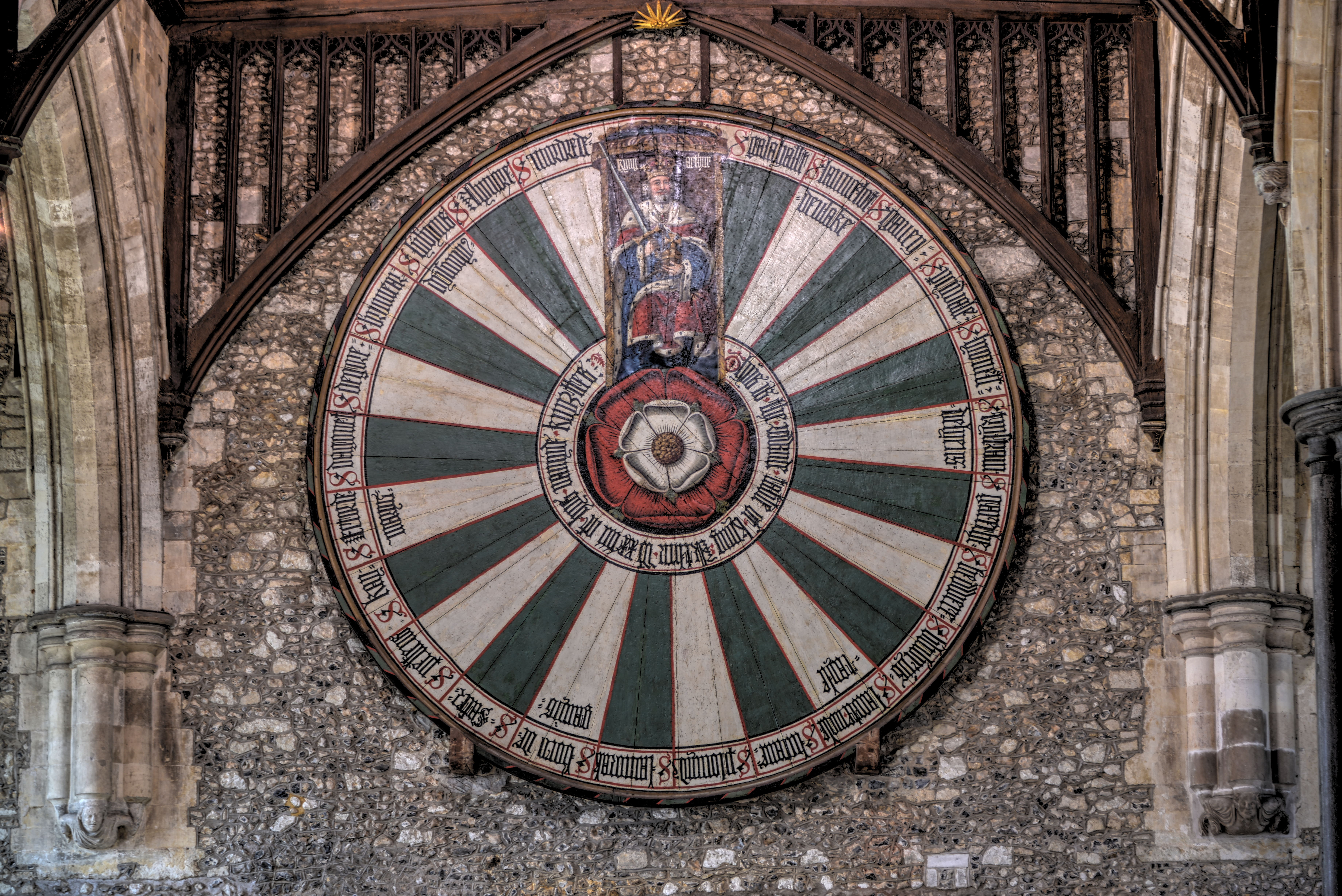
Mesa redonda, hecha por Eduardo I, actualmente colgada en el castillo de Winchester. Lleva los nombres de varios caballeros de la corte del mítico rey Arturo.

Tenía la reputación de poseer un temperamento feroz y hasta intimidante; un relato cuenta que el deán de San Pablo —deseando confrontar a Eduardo por los fuertes impuestos en 1295— se derrumbó y murió una vez que estuvo en presencia del rey inglés. Cuando su hijo Eduardo de Caernarfon exigió un condado para su Gaveston favorito, el rey inglés estalló en furia y supuestamente arrancó puñados del cabello de su hijo. Algunos de sus contemporáneos consideraban a Eduardo aterrador, especialmente en sus primeros días. La «canción de Lewes» (Song of Lewes) de 1264 le describió como un leopardo, un animal considerado como particularmente poderoso e impredecible.
Sin embargo, a pesar de estos rasgos de carácter aterradores, sus contemporáneos le consideraban un rey capaz, incluso ideal. Aunque no era amado por sus súbditos, era temido y respetado. Eduardo cumplía con las expectativas contemporáneas de la monarquía en su rol de soldado capaz y decidido y la encarnación de los ideales caballerescos compartidos. En la observancia religiosa, también cumplía las expectativas de su época: asistía a la capilla regularmente y daba limosnas generosamente.
Eduardo tuvo un gran interés en las historias del rey Arturo, que eran populares en Europa durante su reinado. En 1278 visitó la abadía de Glastonbury para abrir lo que entonces se creía que era la tumba de Arturo y Ginebra y recuperó la «corona de Arturo» en manos de Llywelyn después de la conquista del norte de Gales, mientras que, como se señaló anteriormente, sus nuevos castillos se basaron en los mitos artúricos en su diseño y ubicación. Celebró eventos de la «Mesa Redonda» en 1284 y 1302, que involucraban torneos y banquetes; los cronistas incluso compararon los eventos y a él en su corte con Arturo. En algunos casos, Eduardo al parecer utilizaba su interés en los mitos artúricos para satisfacer sus propios beneficios políticos, como la legitimación de su gobierno en Gales y desacreditar la creencia galesa de que Arturo podría regresar como su salvador político.

#### Administración y ley
Poco después de ascender al trono, se dispuso a restaurar el orden y restablecer la autoridad real después del desastroso reinado de su padre. Para lograr esto, inmediatamente ordenó un extenso cambio de personal administrativo. El más importante de ellos fue el nombramiento de Robert Burnell como canciller, un hombre que permanecería en el cargo hasta 1292 como uno de los asistentes más cercanos del rey inglés. Después, Eduardo remplazó a la mayoría de los funcionarios locales, como los inspectores de propiedades y los gobernadores civiles. Esta última medida fue en preparación de una extensa investigación que cubrió al país, que escucharía quejas sobre el abuso de poder por parte de oficiales reales. La investigación produjo el conjunto de los llamados «rollos hundred», de la subdivisión administrativa de los hundred. El segundo propósito de la investigación era establecer qué tierras y derechos había perdido la Corona durante el reinado de Enrique III.
Los «rollos hundred» formaron la base para investigaciones legales posteriores llamadas procedimientos quo warranto. El propósito de estas investigaciones era establecer por qué mandamiento judicial se tenían varias liberty. Si el acusado no podía presentar una licencia real para probar la concesión del liberty, entonces la opinión la Corona —basada en los escritos de Henry de Bracton, influyente erudito legal del siglo XIII— de que el liberty debía revertirse al rey inglés.

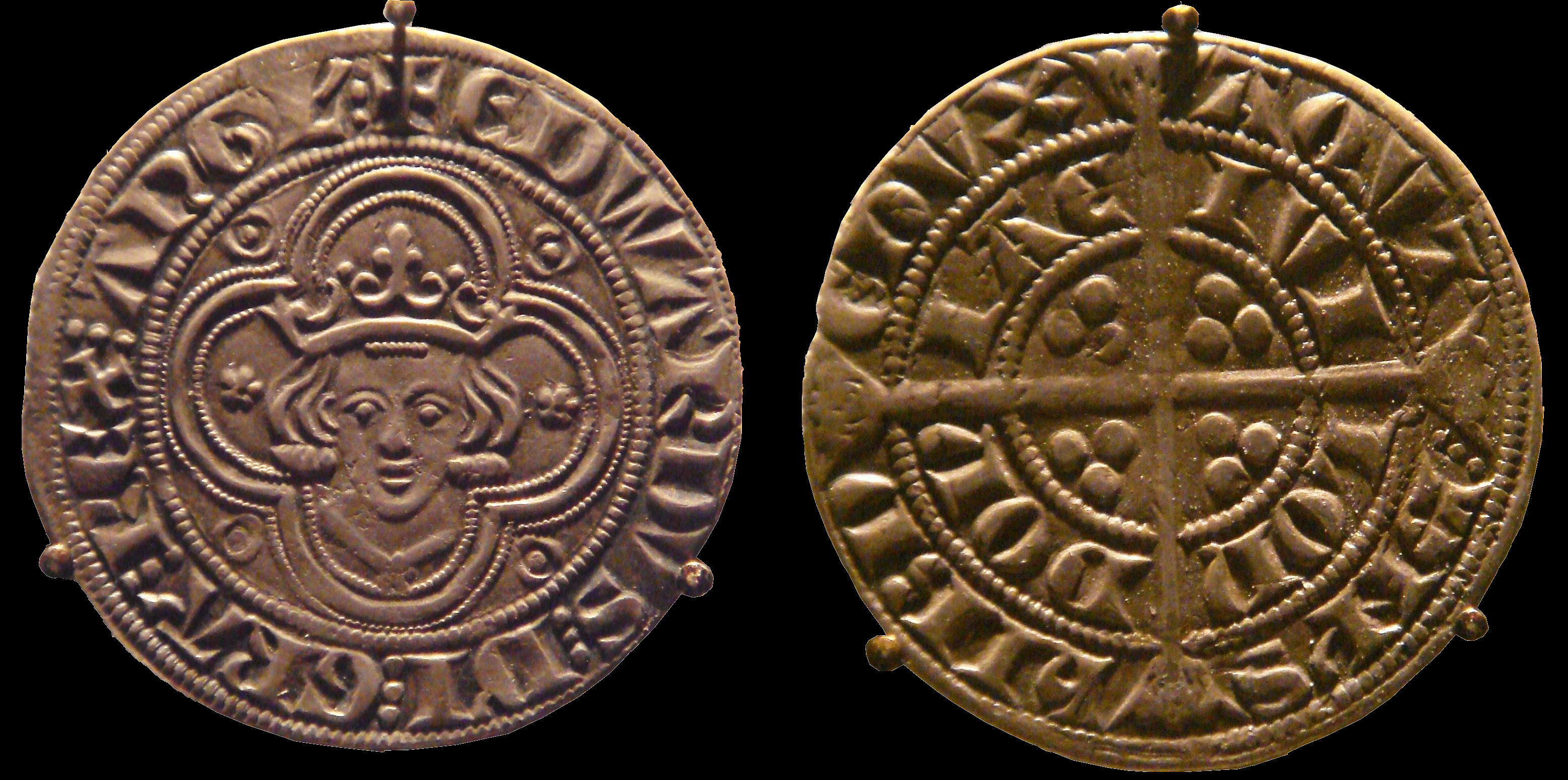
Groat de Edward I (4 peniques).

Tanto el Estatuto de Westminster I de 1275 como el Estatuto de Westminster II de 1285 codificaron el derecho existente en Inglaterra. Al promulgar el Estatuto de Gloucester en 1278, el rey inglés desafió los derechos de los barones con el renacimiento del sistema de los eyre generales (jueces reales que recorría el territorio) y mediante un aumento significativo en el número de quo warranto para ser escuchados por tales eyre. Esto causó gran consternación entre la aristocracia, que insistía en que el uso prolongado en algo constituía una licencia. Finalmente, se llegó a un acuerdo en 1290, según el cual un liberty se consideraba legítimo siempre y cuando se demostrara que se ejercía desde la coronación de Ricardo I «Corazón de León» en 1189. Las ganancias reales del quo warranto eran insignificantes; pocos liberty fueron revertidas al rey inglés. Sin embargo, Eduardo había obtenido una victoria significativa al establecer claramente el principio de que los liberty esencialmente emanaban de la Corona.
El estatuto de 1290 del quo warranto solo era una parte de un esfuerzo legislativo más amplio, que fue una de las contribuciones más importantes del reinado de Eduardo I. Esta época de acción legislativa ya había comenzado en el momento del movimiento de reforma de los barones; el Estatuto de Marlborough (1267) contenía elementos tanto de las Provisiones de Oxford como del Dictamen de Kenilworth. La compilación de los «rollos hundred» fue seguida poco después por el Estatuto de Westminster I (1275), que afirmaba la prerrogativa real y describía las restricciones a las libertades. En el Estatuto de Mortmain (1279), el problema era la concesión de tierras a la iglesia. La primera cláusula del Estatuto de Westminster II (1285), conocida como De donis conditionalibus, se refería a los asentamientos familiares de territorios y los vínculos legales. El Estatuto Mercante (1285) estableció reglas firmes para la recuperación de deudas, mientras que el Estatuto de Winchester (1285) se ocupaba del mantenimiento de la paz a nivel local. Quia emptores (1290), emitida junto con Quo warranto, se propuso remediar las disputas sobre la propiedad de la tierra resultantes de la enajenación de terrenos por subenfeudación —conversión de un señor feudal en feudatario o vasallo de otro de rango social superior—. La era de los grandes estatutos terminó en gran parte con la muerte de Robert Burnell en 1292.

#### Finanzas, Parlamento y expulsión de los judíos

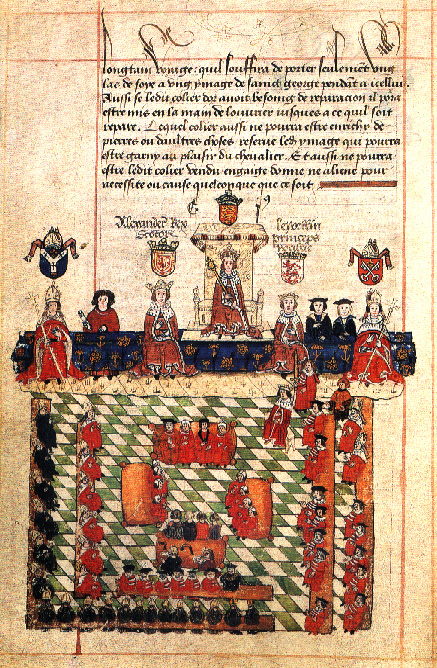
Ilustración del siglo de Eduardo I presidiendo el Parlamento. La escena muestra a Alejandro III de Escocia y Llywelyn ap Gruffydd de Gales a cada lado del rey inglés; esto nunca ocurrió realmente.

Las frecuentes campañas militares de Eduardo supusieron una gran carga financiera para la nación. Hubo varias maneras en las que el rey inglés recaudaba dinero para la guerra, como los aranceles aduaneros, el préstamo de dinero y los subsidios laicos. En 1275, Eduardo negoció un acuerdo con la comunidad comercial nacional que aseguraba un impuesto permanente a la lana. En 1303, llegó a un acuerdo similar con los comerciantes extranjeros a cambio de ciertos derechos y privilegios. Los ingresos de los derechos de aduana eran administrados por los Riccardi, un grupo de banqueros de Lucca en Italia. Esto era a cambio de su servicio como prestamistas de dinero a la Corona, lo que ayudó a financiar los conflictos bélicos de Gales. Cuando estalló la guerra con Francia, el rey francés confiscó los activos de los Riccardi y el banco quebró. Después de esto, los Frescobaldi de Florencia asumieron el rol como prestamistas de dinero a la Corona inglesa.
Otra fuente de ingresos de la Corona estuvo representada por los judíos de Inglaterra. Este grupo étnico eran propiedad personal del rey inglés, que era libre de imponerles impuestos a voluntad. En 1280, los judíos habían sido explotados a un grado en el que ya no tenían mucha utilidad financiera para la Corona, pero aún se podían emplear en acuerdos políticos. Su negocio de la usura —una práctica prohibida para los cristianos— había hecho que muchas personas se endeudaran con ellos y causara un resentimiento popular general. En 1275, Eduardo había promulgado el Estatuto de Juderías, que prohibía la usura y alentaba a los judíos a dedicarse a otras profesiones; en 1279, en el contexto de una ofensiva contra los envilecedores de moneda, arrestó a los jefes de casas judías en Inglaterra y ordenó ejecutar alrededor de 300 de ellos. En 1280, ordenó a los judíos asistir a sermones especiales, predicados por frailes dominicos, con la esperanza de convencerlos para que se convirtieran, pero estas exhortaciones no se cumplieron. El ataque final contra los judíos en Inglaterra se produjo en el Edicto de Expulsión en 1290, mediante el cual Eduardo desterró formalmente a los judíos de Inglaterra. Esto no solo generó ingresos por la apropiación real de préstamos y propiedades judíos, sino que también dio a Eduardo el capital político para negociar un sustancial subsidio laico en el Parlamento de 1290. La expulsión —revertida en 1656— aplicó un precedente establecido por otros príncipes territoriales europeos: Felipe II de Francia había desterró a los judíos de sus tierras en 1182; Juan I, duque de Bretaña, los proscribió de su ducado en 1239; a fines de los años 1240, Luis IX de Francia había expulsado a los judíos de la terratenencia real antes de su primer viaje al Levante.
Eduardo celebraba el Parlamento con una frecuencia razonablemente regular a lo largo de su reinado. Sin embargo, en 1295, se produjo un cambio significativo. Para este parlamento, además de los señores seculares y eclesiásticos, se convocaba a dos caballeros de cada condado y dos representantes de cada distrito. La representación de los «comunes» en el Parlamento no era nada nuevo; lo novedoso era la autoridad según la cual estos representantes eran convocados. Mientras que antes se esperaba que los «comunes» simplemente acataran las decisiones tomadas previamente por los magnates, a partir de entonces se proclamó que debían reunirse con la plena autoridad (plena potestas) de sus comunidades para dar su consentimiento a las decisiones tomadas en el Parlamento. El rey inglés ya tenía respaldo total para recaudar subsidios laicos de la población. Los subsidios laicos eran impuestos recaudados a una cierta fracción de la propiedad móvil de los legos. Mientras Enrique III solo reunió cuatro de estos en su reinado, Eduardo I recaudó nueve. Este formato finalmente se convirtió en el estándar para los parlamentos posteriores y los historiadores han llamado a esta asamblea el «Parlamento modelo».

### Últimos años

#### Crisis constitucional

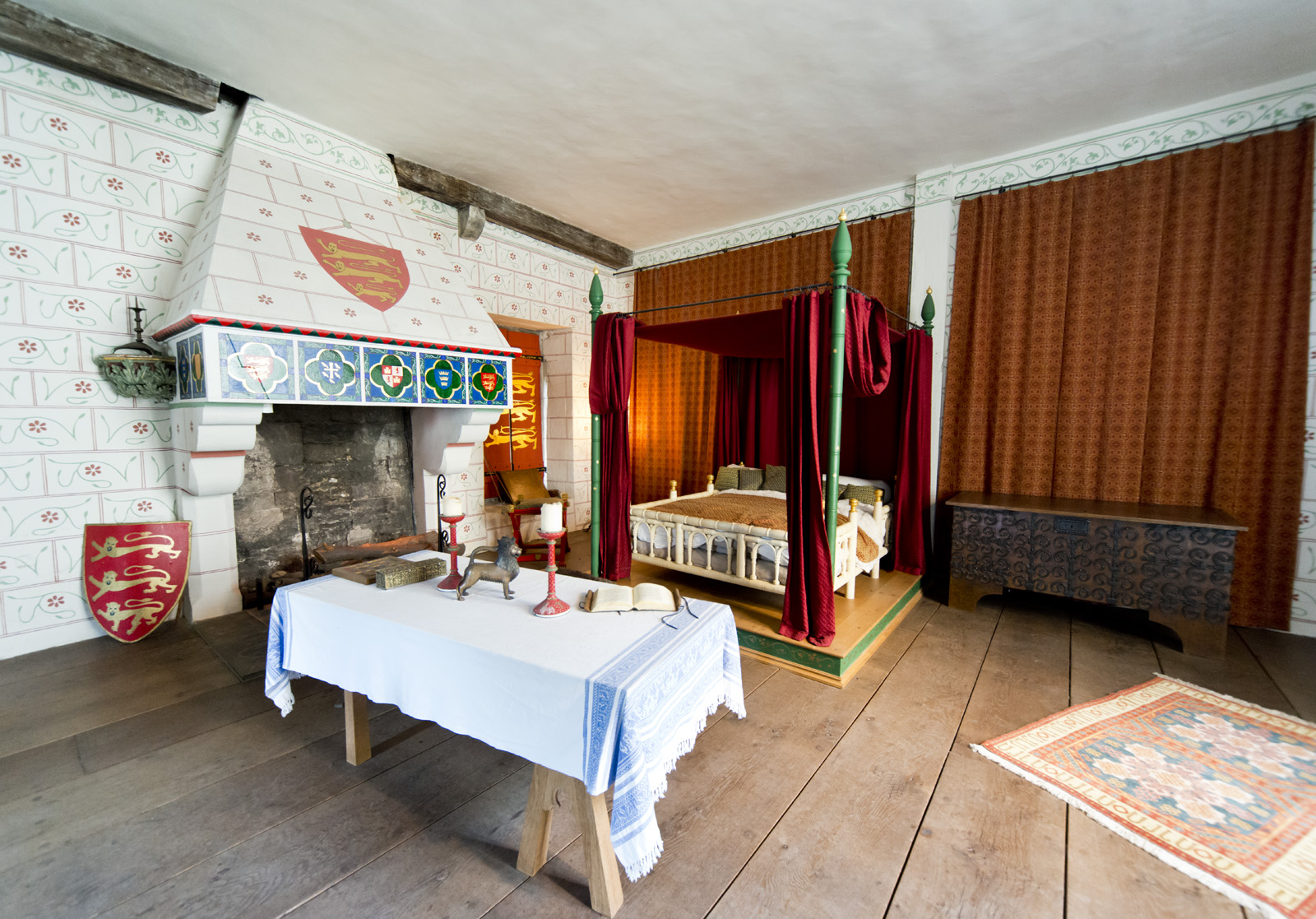
Reconstrucción de la alcoba privada de Eduardo I en la Torre de Londres con el patrón bloques y rosas en la pared, típico de la época.

La incesante guerra de los años 1290 supuso una gran demanda financiera para los súbditos de Eduardo. El rey inglés había recaudado tres subsidios laicos hasta 1294, pero entre 1294-1297 se aprobaron cuatro de esos impuestos, con lo que se reunió más de £ 200 000. Al lado de esto vino el gravamen de las recompensas, la incautación de lana y pieles y el impopular adicional sobre la lana, apodado el maltolt. Las demandas fiscales sobre los súbditos del rey causaron resentimiento, que finalmente creó a una seria oposición política. La resistencia inicial no fue causada por los impuestos laicos, sino por subsidios clericales. En 1294, Eduardo solicitó una subvención de la mitad de los ingresos administrativos. Hubo algo de resistencia, pero el rey inglés reaccionó amenazando con el desafío a la ley y con esto obtuvo la concesión. En ese momento, el arzobispado de Canterbury estaba vacante, ya que Robert Winchelsey estaba en Italia para recibir la consagración. Winchelsey regresó en enero de 1295 y tuvo que autorizar otra subvención en noviembre de ese año. Sin embargo, en 1296 su posición cambió cuando recibió la bula Clericis laicos, que prohibió al clero el pago de impuestos a las autoridades laicas sin el consentimiento explícito del papa. Cuando el clero, con la bula en mano, rehusó pagar, Eduardo respondió con el 	incumplimiento de la ley. Winchelsey estaba en el dilema de someterse a la lealtad al rey inglés o defender la bula, por lo que respondió permitiendo que cada clérigo individual pagara como lo creyera conveniente. A finales de año, la nueva bula Etsi de statu ofreció una solución, que permitía la tributación clerical en casos de urgente urgencia.
| Eduardo —By God, Sir Earl, either go or hang Roger Bigod —By that same oath, O king, I shall neither go nor hang Traducción Eduardo —Por Dios, sir Earl, vete o cuelga. Roger Bigod —Con ese mismo juramento, oh rey, no me iré ni colgaré. —Crónica de Walter de Guisborough. |

La oposición de los laicos no tardó más en aparecer. Esta resistencia se centró en dos aspectos: el derecho del rey inglés a exigir el servicio militar y su derecho a recaudar impuestos. En el parlamento de Salisbury, en febrero de 1297, Roger Bigod, en su calidad de mariscal de Inglaterra, se opuso a la convocatoria real del servicio militar. Bigod argumentó que la obligación militar solo se extendía a la comitiva que acompaña al rey inglés; si el monarca pretendía navegar a Flandes, no podía enviar a sus súbditos a Gascuña. En julio, Bigod y Humphrey de Bohun, conde de Hereford y condestable de Inglaterra, redactaron una serie de quejas conocidas como «Protestas» (Remonstrances), en las que se expresaban objeciones al nivel exorbitante de los impuestos. Sin inmutarse, Eduardo solicitó otro subsidio para laicos. Este era particularmente provocativo, porque el rey inglés había buscado el consentimiento solo de un pequeño grupo de magnates, no de los representantes de las comunidades en el parlamento. Mientras Eduardo estaba en Winchelsea preparándose para la campaña en Flandes, Bigod y Bohun se presentaron en el Exchequer para evitar la recaudación del impuesto. Cuando el rey inglés salió del país con una tropa muy reducida, el reino parecía estar al borde de la guerra civil. Lo que resolvió la situación fue la derrota inglesa de los escoceses en la batalla del puente de Stirling. La renovada amenaza a la patria dio causa común al rey y a los magnates. Eduardo firmó el Confirmatio Cartarum, una ratificación de la Carta Magna y su Carta Forestal anexada, por lo que la nobleza acordó servir al rey inglés en una campaña en Escocia.
Los problemas de Eduardo con la oposición no terminaron con la campaña de Falkirk. En los años siguientes, le harían cumplir las promesas que había hecho, en particular la de defender la Carta Forestal. En el parlamento de 1301, el rey inglés se vio obligado a ordenar una evaluación de los bosques reales, pero en 1305 obtuvo una bula que lo liberó de esta concesión. A la larga, fueron los problemas con los políticos lo que marcó el fin de la oposición contra Eduardo. Bohun murió a fines de 1298, después de regresar de la campaña de Falkirk. En cuanto a Bigod, en 1302 llegó a un acuerdo con el rey inglés que era beneficioso para ambos: Bigod —al no tener hijos— nombró a Eduardo su heredero, a cambio de una generosa subvención anual. Eduardo finalmente se vengó de Winchelsey en 1305, cuando Clemente V fue elegido papa. Este último era un gascón simpatizante del rey inglés y, por instigación de Eduardo, suspendió a Winchelsey de su cargo.

#### Regreso a Escocia

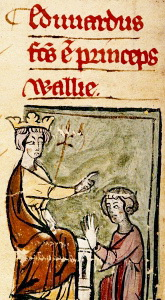
Miniatura de principios de de Eduardo I (a la izquierda) declarando a su hijo Eduardo príncipe de Gales.

La situación en Escocia parecía resuelta cuando Eduardo abandonó el país en 1296, pero pronto surgió la resistencia bajo el liderazgo de William Wallace. El 11 de septiembre de 1297, una gran fuerza inglesa dirigida por John de Warenne, conde de Surrey, y Hugh de Cressingham fue derrotada por un ejército escocés mucho más pequeño dirigido por Wallace y Andrew de Moray en el puente de Stirling. La derrota conmocionó Inglaterra, por lo que comenzaron de inmediato los preparativos para una campaña de represalia. Poco después de que Eduardo regresara de Flandes, se dirigió hacia el norte. El 22 de julio de 1298, en la única batalla importante que había peleado desde Evesham en 1265, Eduardo derrotó a las fuerzas de Wallace en la batalla de Falkirk. Sin embargo, no fue capaz de aprovechar el momento y, al año siguiente, los escoceses recuperaron el castillo de Stirling. Aunque Eduardo hizo campaña en Escocia tanto en 1300 —cuando sitió con éxito el castillo de Caerlaverock— y en 1301, los escoceses rechazaron participar en la batalla abierta de nuevo y prefirieron atacar la campiña inglesa en grupos más pequeños.
Los escoceses derrotados hicieron un llamado al papa Bonifacio VIII para hacer valer un reclamo de vasallaje sobre Escocia en lugar de los ingleses. La bula dirigida a Eduardo en estos términos fue firmemente repudiada en nombre del rey inglés por la Carta de los Barones de 1301. No obstante, los ingleses lograron someter al país por otros medios. En 1303, se alcanzó un acuerdo de paz entre Inglaterra y Francia, que rompió efectivamente la alianza francoescocesa. Roberto I Bruce —nieto del reclamante de la corona en 1291, Robert de Brus— se había aliado con los ingleses en el invierno de 1301-1302. En 1304, la mayoría de los nobles del país también habían prometido su lealtad a Eduardo y, ese año, los ingleses también lograron retomar el castillo de Stirling. Una gran victoria propagandística tuvo lugar en 1305 cuando Wallace fue traicionado por John de Menteith y entregado a los ingleses, quienes lo llevaron a Londres donde fue ejecutado públicamente. Con Escocia en gran parte bajo control inglés, Eduardo instaló en el gobierno de ese país a ingleses y escoceses colaboradores.
La situación cambió nuevamente el 10 de febrero de 1306, cuando Roberto I asesinó a su rival John Comyn y unas semanas más tarde, el 25 de marzo, se hizo coronar rey de Escocia supuestamente por Isabella, hermana del conde de Buchan. Entonces, Roberto I se embarcó en una campaña para restaurar la independencia escocesa, que tomó a los ingleses por sorpresa. Para ese momento, Eduardo estaba mal de salud y, en lugar de dirigir una expedición, dio varias órdenes militares a Aymer de Valence y Henry Percy, mientras que el principal ejército real era dirigido por el príncipe de Gales. Los ingleses tuvieron éxito al principio; el 19 de junio, Aymer de Valence derrotó a Roberto I en la batalla de Methven. Roberto I se vio forzado a esconderse, mientras que las tropas inglesas recuperaron su territorio perdido y sus castillos.
Eduardo actuó con brutalidad contra los aliados y seguidores de Bruce. Mary —hermana de Roberto I— fue colgada en una jaula en las afueras de Roxburgh durante cuatro años. Isabella MacDuff, condesa de Buchan, también fue suspendida en una jaula en las afueras del castillo de Berwick durante cuatro años. Nigel —hermano menor de Roberto I— fue ejecutado por ahorcamiento, arrastre y descuartizamiento; había sido capturado después de que él y su guarnición resistieron a las fuerzas de Eduardo buscando a la esposa de Roberto I (Isabel), su hija Marjorie, las hermanas Mary y Christina, así como a Isabella. Con esto, estaba claro que Eduardo ya consideraba la lucha no solo como una guerra entre dos naciones, sino como la supresión de una rebelión de súbditos desleales. Sin embargo, estas atrocidades no ayudaron a someter a los escoceses; por el contrario, provocaron un creciente apoyo a Roberto I.

## Muerte y legado

### Muerte
En febrero de 1307, Roberto I reapareció y comenzó a reunir hombres y, en mayo, derrotó a Aymer de Valence en la batalla de la colina Loudoun. Eduardo se desplazó de inmediato al norte, a pesar de estar recuperado hacía poco. Sin embargo, en el camino desarrolló disentería y su condición se deterioró. El 6 de julio acampó en Burgh by Sands, al sur de la frontera con Escocia. Cuando sus sirvientes llegaron a la mañana siguiente para levantarlo y poder comer, murió en sus brazos.
Surgieron varias historias sobre sus deseos en el lecho de muerte; según una tradición, pidió que su corazón fuera llevado a Tierra Santa junto con un ejército para luchar contra los infieles. Un relato más dudoso describe que deseó que sus huesos fuesen transportados en futuras expediciones contra los escoceses. Otro reporte de su escena en el lecho de muerte es más creíble; según una crónica, Eduardo reunió a su alrededor a los condes de Lincoln y Warwick, Aymer de Valence y Robert de Clifford y los responsabilizó del cuidado a su hijo el príncipe de Gales. Añadido a esto, debían asegurarse de que Piers Gaveston no regresara al país. Sin embargo, este deseo fue ignorado por su hijo, por lo que su favorito fue perdonado del exilio casi de inmediato. El nuevo rey —ya Eduardo II— permaneció en el norte hasta agosto, cuando abandonó la campaña y se dirigió al sur. Fue coronado rey el 25 de febrero de 1308.

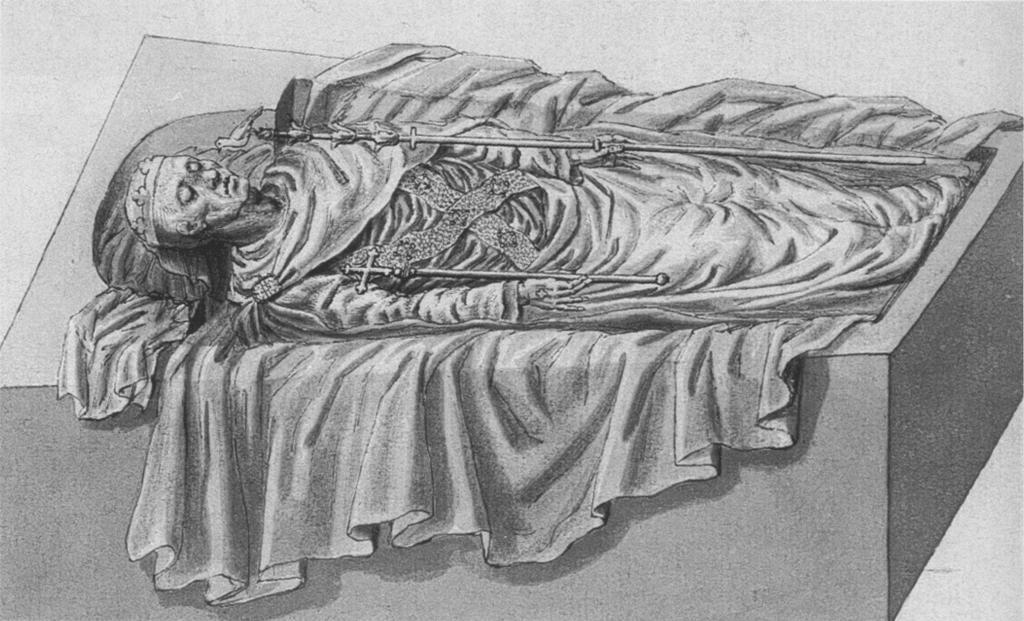
Restos de Eduardo I en una ilustración de cuando su tumba fue abierta en 1774.

El cuerpo de Eduardo I fue trasportado al sur y yació en la abadía de Waltham antes de ser enterrado en la abadía de Westminster el 27 de octubre. Existen pocos registros del funeral, que costó £ 473. La tumba de Eduardo era un sarcófago inusualmente plano de mármol Purbeck, sin la habitual efigie real, posiblemente el resultado de la escasez de fondos después de la muerte del rey inglés. El sarcófago normalmente era cubierto con tela abundante y originalmente pudo haber estado rodeado por bustos tallados y una imagen religiosa devocional, desde entonces perdidos. La Sociedad de Anticuarios de Londres abrió la tumba en 1774, descubriendo que el cuerpo había sido bien conservado durante los 467 años anteriores y aprovechó la oportunidad para determinar la altura original del rey inglés. Los vestigios de la inscripción en latín Edwardus Primus Scottorum Malleus hic est, 1308. Pactum Serva («Aquí está Eduardo I, Azote de los Escoceses, 1308. Cumplir su palabra»), que todavía se observa pintado en el costado de la tumba, se refiere a su promesa de vengar la rebelión de Roberto I. Esto dio lugar a que Eduardo recibiera el sobrenombre de «Azote de los Escoceses» por parte de los historiadores, pero no es de origen contemporáneo sino que fue añadido por el abad John Feckenham en el siglo XVI.

### Valoraciones historiográficas
Las primeras historias de Eduardo en los siglos XVI y XVII se basaron principalmente en las obras de los cronistas y utilizaron poco los registros oficiales de la época. Se limitaban a comentarios generales sobre su importancia como monarca y citaron los elogios de los cronistas por sus hazañas. Durante el siglo XVII, el abogado Edward Coke escribió extensamente sobre la legislación de Eduardo, nombrándole el «Justiniano inglés», en honor al famoso legislador bizantino. Más adelante en ese siglo, los historiadores usaron la evidencia disponible de los registros para abordar el papel del Parlamento y la monarquía durante su reinado, haciendo comparaciones entre su gobierno y la lucha política propia del siglo. Los historiadores del siglo XVIII establecieron la imagen de Eduardo como un monarca capaz, aunque despiadado, pero condicionado por las circunstancias propias de su tiempo.

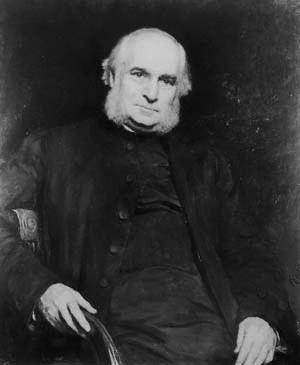
En su Constitutional history of England (1873-78), el obispo William Stubbs recalcó la contribución de Eduardo I a la constitución inglesa.

Por otro lado, el influyente historiador victoriano William Stubbs sugirió que Eduardo había moldeado activamente la historia nacional, formó leyes e instituciones inglesas y ayudó a Inglaterra a desarrollar el gobierno parlamentario y constitucional. Sus fortalezas y debilidades como gobernante eran consideradas emblemáticas por el pueblo inglés en general. Thomas Tout —discípulo de Stubbs— inicialmente adoptó la misma perspectiva, pero después de una amplia investigación sobre la casa real de Eduardo, con el respaldo de los trabajos de sus contemporáneos sobre los primeros parlamentos de la época, cambió de opinión. Tout llegó a ver a Eduardo como un líder conservador interesado en sí mismo, que usó el sistema parlamentario como «el astuto ingenio de un autócrata, ansioso por usar a la masa del pueblo como un freno a sus enemigos hereditarios entre los grandes barones».
Los historiadores en los siglos XX y XXI han llevado a cabo una extensa investigación sobre Eduardo y su reinado. La mayoría ha concluido que este fue un período altamente significativo en la historia medieval inglesa; algunos fueron más allá y describieron a Eduardo como uno de los grandes reyes medievales, aunque la mayoría también coincide en que sus últimos años fueron menos exitosos que sus primeras décadas en el poder. Se han producido tres importantes narraciones académicas de Eduardo durante este período. Los volúmenes de Frederick Powicke —publicados en 1947 y 1953— influyeron en las obras sobre Eduardo durante varias décadas y fueron, en gran medida, positivas al elogiar los logros de su reinado, en particular su enfoque en la justicia y la ley. En 1988, Michael Prestwich produjo una biografía autorizada del rey inglés, centrándose en su carrera política, aún retratándolo en términos comprensivos, pero destacando algunas de las consecuencias de sus políticas fallidas. La biografía de 2008 por Marc Morris presentó más detalles de la personalidad de Eduardo, tomando una visión más seria de las debilidades del rey inglés y las características menos agradables.
Se ha producido un considerable debate académico sobre el carácter del reinado de Eduardo, sus habilidades políticas y, en especial, su trato con sus condes y si esto era de naturaleza colaborativa o represiva. También hay una notable diferencia entre la historiografía inglesa y la escocesa sobre Eduardo. En su biografía de Roberto I Bruce, G. W. S. Barrow acusó a Eduardo de explotar despiadadamente el Estado escocés sin líder para obtener una superioridad feudal sobre el reino. Esta visión de Eduardo se refleja en la percepción popular del rey inglés, como se puede evidenciar en la película Braveheart (1995), que describe al rey inglés como un tirano de corazón duro.

## Descendencia
Eduardo estuvo casado dos veces:

### Primer matrimonio
Con su primera esposa Leonor de Castilla tuvo al menos catorce hijos, posiblemente dieciséis. De estos, cinco hijas sobrevivieron hasta la edad adulta, pero solo un hijo sobrevivió a su padre: Eduardo II (1307-1327). Según los informes, estaba preocupado por la incapacidad de su hijo para cumplir las expectativas de un heredero de la Corona y, en un momento dado, decidió exiliar al favorito del príncipe, Piers Gaveston. Sus hijos fueron:
- Hija sin nombre conocido (mayo de 1255-29 de mayo de 1255), nacida muerta o murió poco después del nacimiento.
- Catalina (antes del 17 de junio de 1264-5 de septiembre de 1264); enterrada en la abadía de Westminster.
- Juana (verano o enero de 1265-antes del 7 de septiembre de 1265); enterrada en la abadía de Westminster.
- Juan (13 de julio de 1266-3 de agosto de 1271), fallecido antes que su padre, murió en Wallingford mientras estaba bajo la custodia de su tío Ricardo; enterrado en la abadía de Westminster.
- Enrique (6 de mayo de 1268-14 de octubre de 1274), fallecido antes que su padre; enterrado en la abadía de Westminster.
- Leonor (alrededor del 18 de junio de 1269-19 de agosto de 1298), en 1293 se casó con Enrique III, conde de Bar, con quien tuvo dos hijos; enterrada en la abadía de Westminster.
- Juliana (después de mayo de 1271-5 de septiembre de 1271), nació y murió mientras Eduardo y Leonor estaban en Acre.
- Juana de Acre (1272-23 de abril de 1307), casada en 1290 con Gilbert de Clare, conde de Hertford, quien falleció en 1295, y en 1297 con Ralph de Monthermer. Tuvo cuatro hijos con Clare y tres o cuatro con Monthermer.
- Alfonso, conde de Chester (24 de noviembre de 1273-19 de agosto de 1284), fallecido antes que su padre; enterrado en la abadía de Westminster.
- Margarita (c. 15 de marzo de 1275-después del 11 de marzo de 1333), se casó con Juan II de Brabante en 1290, con quien tuvo un hijo.
- Berengaria (mayo de 1276-entre el 7 de junio de 1277 y 1278), enterrada en la abadía de Westminster.
- Hija sin nombre conocido (diciembre 1277-enero 1278), enterrada en la abadía de Westminster.
- María de Woodstock (11/12 de marzo de 1279-29 de mayo de 1332), monja benedictina en Amesbury, donde probablemente fue enterrada.
- Hijo sin nombre conocido (1280/1281-1280/1281), fallecido antes que su padre; existe poca evidencia sobre este niño.
- Isabel de Rhuddlan (c. 7 de agosto de 1282-5 de mayo de 1316), casada en 1297 con Juan I, conde de Holanda, y en 1302 con Humphrey de Bohun, conde de Hereford. El primer matrimonio no tuvo descendencia; con Bohun tuvo diez hijos.
- Eduardo de Carnarvon (25 de abril de 1284-el 21 de septiembre de 1327), hijo mayor sobreviviente y el heredero del trono, sucedió a su padre como rey de Inglaterra. En 1308 se casó con Isabel de Francia, con quien tuvo cuatro hijos.

### Segundo matrimonio
Con Margarita de Francia tuvo dos hijos, los cuales llegaron a la edad adulta, y una hija que murió cuando era niña. La crónica de la abadía de Hailes indica que John Botetourt pudo haber sido hijo ilegítimo de Eduardo; sin embargo, el reclamo no está fundamentado. Su progenie con ella fue:
- Thomas de Brotherton, conde de Norfolk (1 de junio de 1300-4 de agosto de 1338), enterrado en la abadía Bury St Edmunds. Casado con Alice Hales, con descendencia; con Mary Brewes, con descendencia.[291]
- Edmundo de Woodstock, conde de Kent (1 de agosto de 1301-19 de marzo de 1330), casado con Margaret Wake, tuvo hijos.[292]
- Leonor (6 de mayo de 1306–1310).[293]

## Ancestros
| \| \| \| \| \| \| \| \| \| \| \| \| \| \| \| \| \| \| \| \| 8. Enrique II de Inglaterra \| \| \| \| \| \| \| \| \| \| \| \| \| \| \| \| \| \| \| \| \| \| \| \| \| \| \| \| \| \| \| \| \| \| \| \| \| \| \| \| \| \| \| \| \| \| \| \| \| \| \| \| \| \| 4. Juan I de Inglaterra \| \| \| \| \| \| \| \| \| \| \| \| \| \| \| \| \| \| \| \| \| \| \| \| \| \| \| \| \| \| \| \| \| \| \| \| \| \| \| \| \| \| \| \| \| \| \| \| \| \| \| \| \| \| 9. Leonor de Aquitania \| \| \| \| \| \| \| \| \| \| \| \| \| \| \| \| \| \| \| \| \| \| \| \| \| \| \| \| \| \| \| \| \| \| \| \| \| \| \| \| \| \| \| \| \| \| \| \| \| \| \| \| \| \| 2. Enrique III de Inglaterra \| \| \| \| \| \| \| \| \| \| \| \| \| \| \| \| \| \| \| \| \| \| \| \| \| \| \| \| \| \| \| \| \| \| \| \| \| \| \| \| \| \| \| \| \| \| \| \| \| \| \| \| \| \| 10. Aymer de Angulema \| \| \| \| \| \| \| \| \| \| \| \| \| \| \| \| \| \| \| \| \| \| \| \| \| \| \| \| \| \| \| \| \| \| \| \| \| \| \| \| \| \| \| \| \| \| \| \| \| \| \| \| \| \| 5. Isabel de Angulema \| \| \| \| \| \| \| \| \| \| \| \| \| \| \| \| \| \| \| \| \| \| \| \| \| \| \| \| \| \| \| \| \| \| \| \| \| \| \| \| \| \| \| \| \| \| \| \| \| \| \| \| \| \| 11. Alicia de Courtenay \| \| \| \| \| \| \| \| \| \| \| \| \| \| \| \| \| \| \| \| \| \| \| \| \| \| \| \| \| \| \| \| \| \| \| \| \| \| \| \| \| \| \| \| \| \| \| \| \| \| \| \| \| \| 1. Eduardo I de Inglaterra \| \| \| \| \| \| \| \| \| \| \| \| \| \| \| \| \| \| \| \| \| \| \| \| \| \| \| \| \| \| \| \| \| \| \| \| \| \| \| \| \| \| \| \| \| \| \| \| \| \| \| \| \| \| 12. Alfonso II de Provenza \| \| \| \| \| \| \| \| \| \| \| \| \| \| \| \| \| \| \| \| \| \| \| \| \| \| \| \| \| \| \| \| \| \| \| \| \| \| \| \| \| \| \| \| \| \| \| \| \| \| \| \| \| \| 6. Ramón Berenguer V de Provenza \| \| \| \| \| \| \| \| \| \| \| \| \| \| \| \| \| \| \| \| \| \| \| \| \| \| \| \| \| \| \| \| \| \| \| \| \| \| \| \| \| \| \| \| \| \| \| \| \| \| \| \| \| \| 13. Garsenda de Sabran \| \| \| \| \| \| \| \| \| \| \| \| \| \| \| \| \| \| \| \| \| \| \| \| \| \| \| \| \| \| \| \| \| \| \| \| \| \| \| \| \| \| \| \| \| \| \| \| \| \| \| \| \| \| 3. Leonor de Provenza \| \| \| \| \| \| \| \| \| \| \| \| \| \| \| \| \| \| \| \| \| \| \| \| \| \| \| \| \| \| \| \| \| \| \| \| \| \| \| \| \| \| \| \| \| \| \| \| \| \| \| \| \| \| 14. Tomás I de Saboya \| \| \| \| \| \| \| \| \| \| \| \| \| \| \| \| \| \| \| \| \| \| \| \| \| \| \| \| \| \| \| \| \| \| \| \| \| \| \| \| \| \| \| \| \| \| \| \| \| \| \| \| \| \| 7. Beatriz de Saboya \| \| \| \| \| \| \| \| \| \| \| \| \| \| \| \| \| \| \| \| \| \| \| \| \| \| \| \| \| \| \| \| \| \| \| \| \| \| \| \| \| \| \| \| \| \| \| \| \| \| \| \| \| \| 15. Margarita de Ginebra \| \| \| \| \| \| \| \| \| \| \| \| \| \| \| \| \| \| \| \| \| \| \| \| \| \| \| \| \| \| \| \| \| \| \| \| \| \| \| \| \| \| \| \| \| \| \| \| \| \| \| \| |                                  |  |  |  |  |  |  |  |  |  |  |  |  |  |  |  |
| |                                  |  |  |  |  |  |  |  |  |  |  |  |  |  |  |  |
| | 8. Enrique II de Inglaterra      |  |  |  |  |  |  |  |  |  |  |  |  |  |  |  |
| |                                  |  |  |  |  |  |  |  |  |  |  |  |  |  |  |  |
| |                                  |  |  |  |  |  |  |  |  |  |  |  |  |  |  |  |
| | 4. Juan I de Inglaterra          |  |  |  |  |  |  |  |  |  |  |  |  |  |  |  |
| |                                  |  |  |  |  |  |  |  |  |  |  |  |  |  |  |  |
| |                                  |  |  |  |  |  |  |  |  |  |  |  |  |  |  |  |
| | 9. Leonor de Aquitania           |  |  |  |  |  |  |  |  |  |  |  |  |  |  |  |
| |                                  |  |  |  |  |  |  |  |  |  |  |  |  |  |  |  |
| |                                  |  |  |  |  |  |  |  |  |  |  |  |  |  |  |  |
| | 2. Enrique III de Inglaterra     |  |  |  |  |  |  |  |  |  |  |  |  |  |  |  |
| |                                  |  |  |  |  |  |  |  |  |  |  |  |  |  |  |  |
| |                                  |  |  |  |  |  |  |  |  |  |  |  |  |  |  |  |
| | 10. Aymer de Angulema            |  |  |  |  |  |  |  |  |  |  |  |  |  |  |  |
| |                                  |  |  |  |  |  |  |  |  |  |  |  |  |  |  |  |
| |                                  |  |  |  |  |  |  |  |  |  |  |  |  |  |  |  |
| | 5. Isabel de Angulema            |  |  |  |  |  |  |  |  |  |  |  |  |  |  |  |
| |                                  |  |  |  |  |  |  |  |  |  |  |  |  |  |  |  |
| |                                  |  |  |  |  |  |  |  |  |  |  |  |  |  |  |  |
| | 11. Alicia de Courtenay          |  |  |  |  |  |  |  |  |  |  |  |  |  |  |  |
| |                                  |  |  |  |  |  |  |  |  |  |  |  |  |  |  |  |
| |                                  |  |  |  |  |  |  |  |  |  |  |  |  |  |  |  |
| | 1. Eduardo I de Inglaterra       |  |  |  |  |  |  |  |  |  |  |  |  |  |  |  |
| |                                  |  |  |  |  |  |  |  |  |  |  |  |  |  |  |  |
| |                                  |  |  |  |  |  |  |  |  |  |  |  |  |  |  |  |
| | 12. Alfonso II de Provenza       |  |  |  |  |  |  |  |  |  |  |  |  |  |  |  |
| |                                  |  |  |  |  |  |  |  |  |  |  |  |  |  |  |  |
| |                                  |  |  |  |  |  |  |  |  |  |  |  |  |  |  |  |
| | 6. Ramón Berenguer V de Provenza |  |  |  |  |  |  |  |  |  |  |  |  |  |  |  |
| |                                  |  |  |  |  |  |  |  |  |  |  |  |  |  |  |  |
| |                                  |  |  |  |  |  |  |  |  |  |  |  |  |  |  |  |
| | 13. Garsenda de Sabran           |  |  |  |  |  |  |  |  |  |  |  |  |  |  |  |
| |                                  |  |  |  |  |  |  |  |  |  |  |  |  |  |  |  |
| |                                  |  |  |  |  |  |  |  |  |  |  |  |  |  |  |  |
| | 3. Leonor de Provenza            |  |  |  |  |  |  |  |  |  |  |  |  |  |  |  |
| |                                  |  |  |  |  |  |  |  |  |  |  |  |  |  |  |  |
| |                                  |  |  |  |  |  |  |  |  |  |  |  |  |  |  |  |
| | 14. Tomás I de Saboya            |  |  |  |  |  |  |  |  |  |  |  |  |  |  |  |
| |                                  |  |  |  |  |  |  |  |  |  |  |  |  |  |  |  |
| |                                  |  |  |  |  |  |  |  |  |  |  |  |  |  |  |  |
| | 7. Beatriz de Saboya             |  |  |  |  |  |  |  |  |  |  |  |  |  |  |  |
| |                                  |  |  |  |  |  |  |  |  |  |  |  |  |  |  |  |
| |                                  |  |  |  |  |  |  |  |  |  |  |  |  |  |  |  |
| | 15. Margarita de Ginebra         |  |  |  |  |  |  |  |  |  |  |  |  |  |  |  |
| |                                  |  |  |  |  |  |  |  |  |  |  |  |  |  |  |  |
| |                                  |  |  |  |  |  |  |  |  |  |  |  |  |  |  |  |